# Умершие в феврале 2021 года
Это список известных людей, соответствующих установленным критериям значимости (см. Википедия:Критерии значимости персоналий), умерших в феврале 2021 года.
Причина смерти указывается лишь в исключительных случаях (убийство, самоубийство, гибель в результате военных действий, смертная казнь, ДТП или несчастные случаи). В остальных случаях — не указывается.

## 28 февраля
- Абдул-Джалил, Сабах (69) — иракский футболист и футбольный менеджер[1].
- Абов, Юрий Георгиевич (98) — советский и российский физик-ядерщик, член-корреспондент РАН (1991; член-корреспондент АН СССР с 1987)[2].
- Бандич, Милан (65) — хорватский государственный деятель, мэр Загреба (2000—2002 и с 2005)[3].
- Билтаджи, Акел (80) — иорданский политический деятель, мэр Аммана[4].
- Бриггс, Джонни (85) — британский актёр[5].
- Каст, Анна (39) — российская вокалистка, экс-участница группы Little Big[6].
- Кибби, Роджер (81) — американский серийный убийца; убит[7].
- Крашенинникова, Нина Александровна (93) — советский и российский правовед, доктор юридических наук (1983), профессор кафедры истории государства и права юрфака МГУ (1985), заслуженный профессор МГУ (2002)[8].
- Куимов, Александр Эдуардович (63) — советский и российский артист балета и хореограф, солист (с 1977 года) и художественный руководитель (1997—2003) балетной труппы Красноярского театра оперы и балета, народный артист Российской Федерации (1994)[9].
- Львов, Владимир Ильич (71) — советский и российский поэт[10].
- Мерденов, Юрий Петрович (85) — советский и российский артист цирка, народный артист РСФСР (1992)[11].
- Михальченко, Николай Иванович (79) — украинский социальный философ и политолог, член-корреспондент НАНУ (2003)[12].
- Пахоруков, Николай Матвеевич (72) — советский, российский ученый зоолог, арахнолог, декан биологического факультета Пермского государственного университета[13].
- Редер, Гленн (65) — английский футболист и футбольный тренер[14].
- Рыжонков, Дмитрий Иванович (90) — советский и российский учёный-металлург, лауреат Государственной премии Российской Федерации (1996 г.), заслуженный деятель науки и техники РФ (1991 г.)[источник не указан 1538 дней].
- Терзиев, Иван (87) — болгарский кинорежиссёр[15].
- Чухаджян, Гарник Алексанович (86) — армянский химик-органик, академик НАН РА (1996)[16].
- Щиборин, Борис Алексеевич (84) — советский и российский дипломат, Чрезвычайный и Полномочный Посол СССР/России в Тунисе (1991—1996)[17].

## 27 февраля

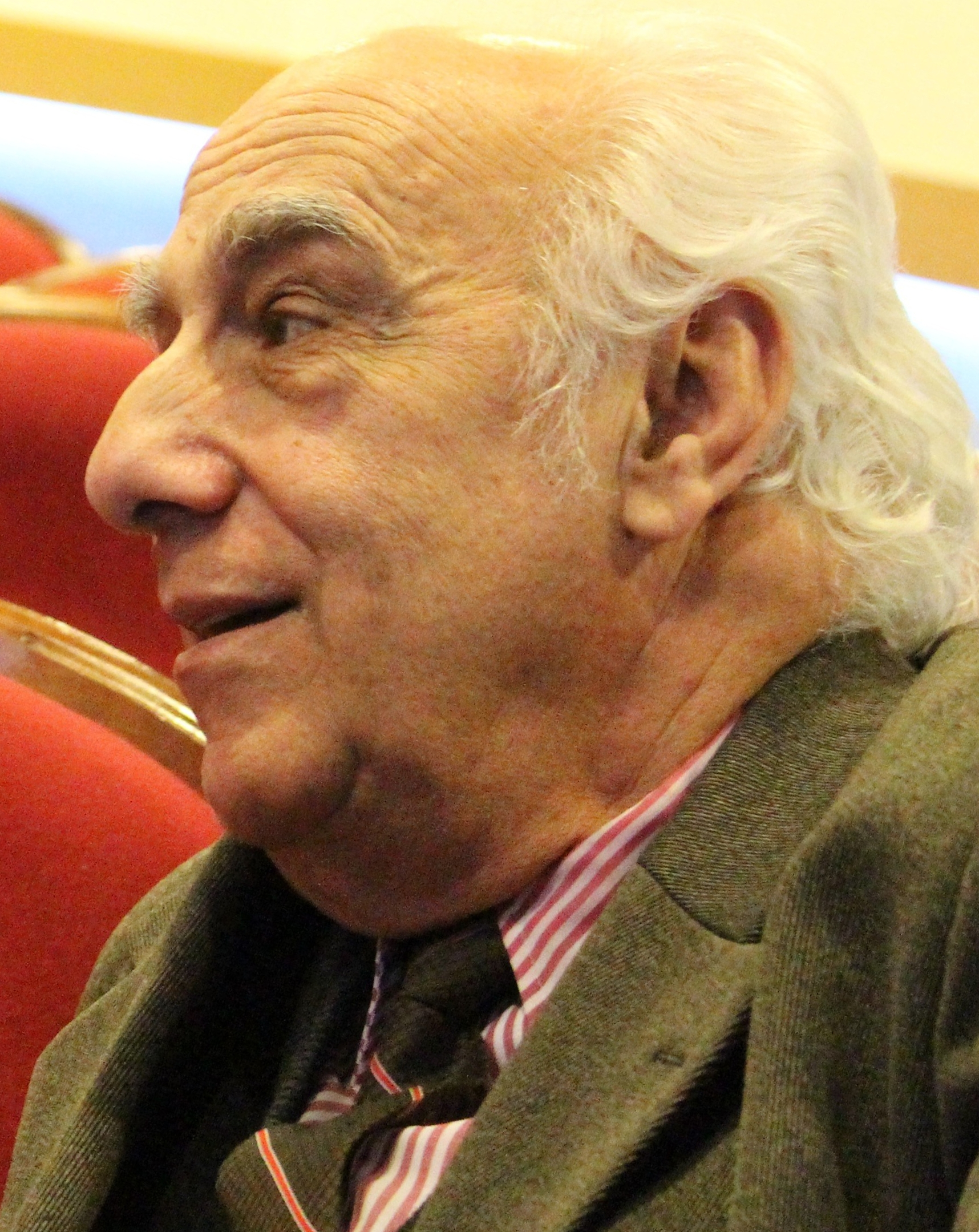
Эдуард Сукиасян

- Баринев, Александр Михайлович (68) — советский хоккеист, чемпион СССР (1976) в составе клуба «Спартак» Москва[18].
- Вик, Михаэль (92) — немецкий публицист[19].
- Гулбис, Алвилс (84) — советский и латвийский баскетболист и тренер (ВЭФ)[20].
- Криппа, Данте (83) — итальянский футболист[21].
- Померанец, Ефим Яковлевич (95) — советский и российский конструктор вооружений, главный специалист технической дирекции АО «ЛОМО»; лауреат Государственной премии СССР[22].
- Сукиасян, Эдуард Рубенович (83) — советский и российский библиотековед, заслуженный работник культуры РСФСР (1987)[23].
- Ын Маньтат (70) — гонконгский киноактёр[24].

## 26 февраля

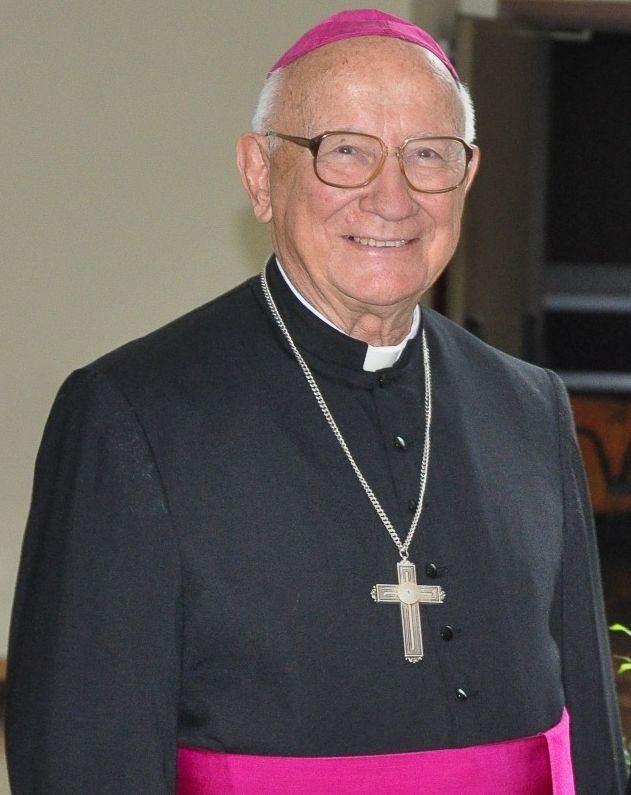
Ив Рамус

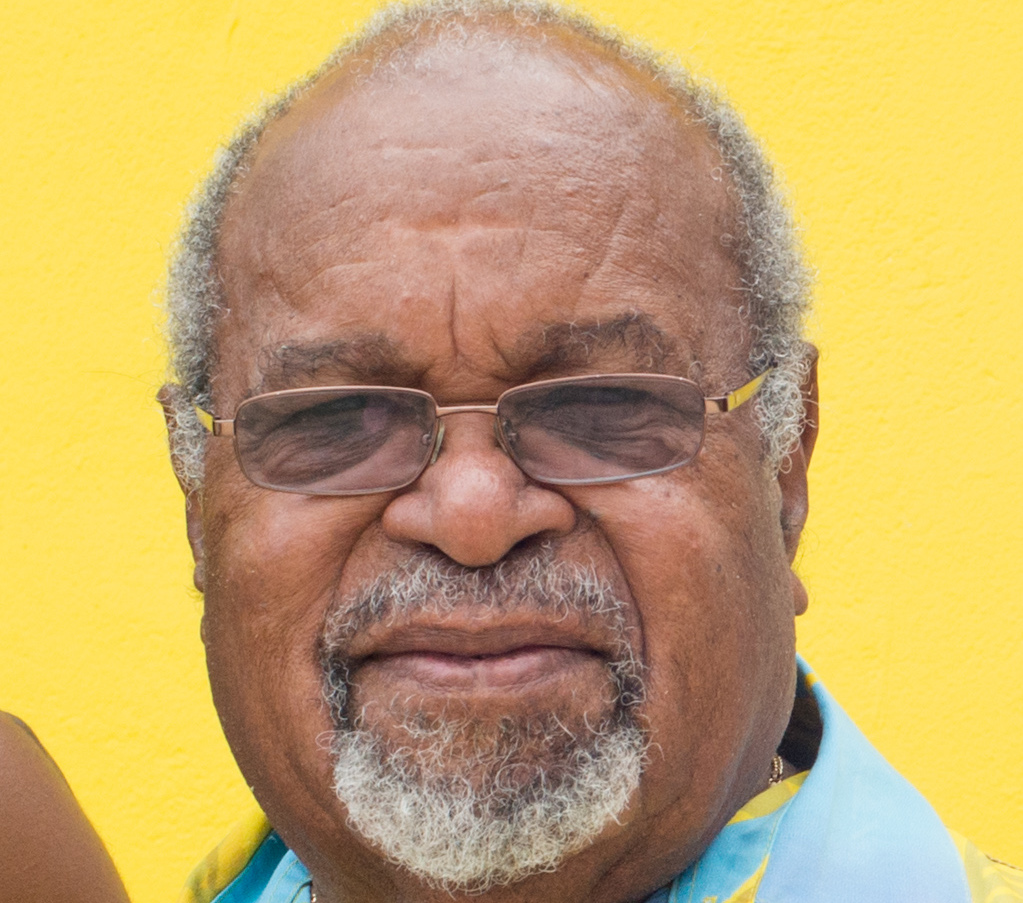
Майкл Томас Сомаре

- Галсанов, Валерий Цыденович (82) — советский и российский дирижёр, художественный руководитель и главный дирижёр Бурятского академического театра оперы и балета (1963—2002), заслуженный деятель искусств Российской Федерации (1998)[25].
- Гиллеспи, Роналд Джеймс (96) — канадский химик, член Лондонского королевского общества (1977)[26].
- Грандмэн, Ирвинг (92) — канадский предприниматель, генеральный менеджер хоккейного клуба «Монреаль Канадиенс» (1978—1983)[27].
- Жалдак, Мирослав Иванович (83) — украинский учёный в области информатики, действительный член НАПН Украины (1995)[28].
- Жарков, Владимир Наумович (94) — советский и российский учёный в области планетологии, заслуженный деятель науки Российской Федерации (2004)[29].
- Зражевский, Александр Данилович (75) — советский и украинский организатор производства, генеральный директор объединения «Укрметаллургпром» (2014—2019)[30].
- Каспарьян, Эдуард Варужанович (82) — советский и российский геодезист и геомеханик, доктор технических наук[31].
- Кинтана, Алфреду (32) — португальский гандболист, вратарь сборной Португалии[32].
- Клепиков, Александр Григорьевич (70) — советский спортсмен (академическая гребля), чемпион летних Олимпийских игр в Монреале (1976), заслуженный мастер спорта СССР (1976)[33].
- Миккола, Ханну (78) — финский автогонщик, чемпион мира по ралли (1983) в составе команды «AUDI SPORT»[34].
- Михаеску, Игорь (53) — молдавский футболист[35].
- Молошников, Игорь Иванович (93) — советский и украинский актёр, артист Донецкого музыкально-драматического театра (1960—2008), народный артист Украинской ССР (1977)[36].
- Нестеренко, Василий Емельянович (76) — советский и белорусский художник[37].
- Новак, Милош (68) — чешский хоккеист[38].
- Орифов, Абдуллоджон Орифович (80) — советский и таджикский государственный деятель, депутат парламента Таджикистана, генерал налоговой службы[39].
- Петров, Андрей Витальевич (61) — российский книгоиздатель, главный редактор издательства «Молодая гвардия» (с 1996), заслуженный работник культуры Российской Федерации (2007)[40].
- Рамус, Ив (93) — французский католический прелат, апостольский ординарий Пномпеня (1962—1976, 1992—2001)[41].
- Рассолов, Эдуард Олегович (64) — российский военно-морской деятель, начальник тыла — заместитель командующего ТОФ по тылу (1999—2003), вице-адмирал (2001)[42].
- Сарело, Станислав Брониславович (78) — советский и белорусский деятель науки, ректор Гомельского государственного технического университета (2001—2007)[43].
- Сомаре, Майкл Томас (84) — государственный деятель Папуа-Новой Гвинеи, главный министр (1972—1975) и премьер-министр (1975—1980, 1982—1985, 2002—2011)[44].
- Чепурной, Геннадий Иванович (81) — советский и российский детский хирург, доктор медицинских наук (1977), профессор кафедры детской хирургии и ортопедии РостГМУ (1980), заслуженный деятель науки Российской Федерации (2006)[45].
- Шнелль, Дьёрдь (71) — венгерский католический епископ[46].

## 25 февраля

Аркадий Давидович

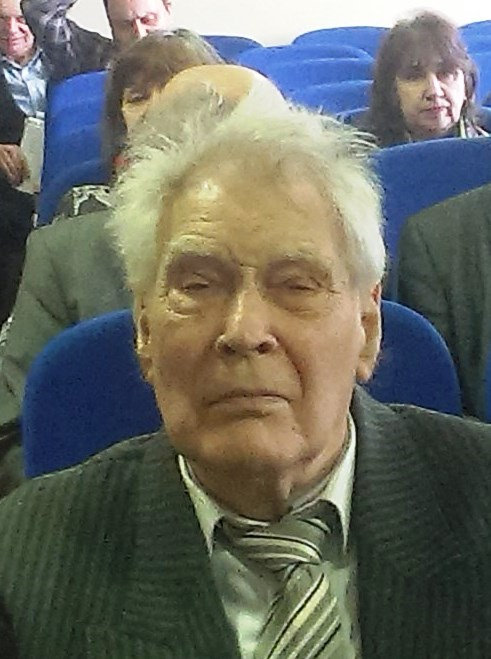
Андрей Дерибас

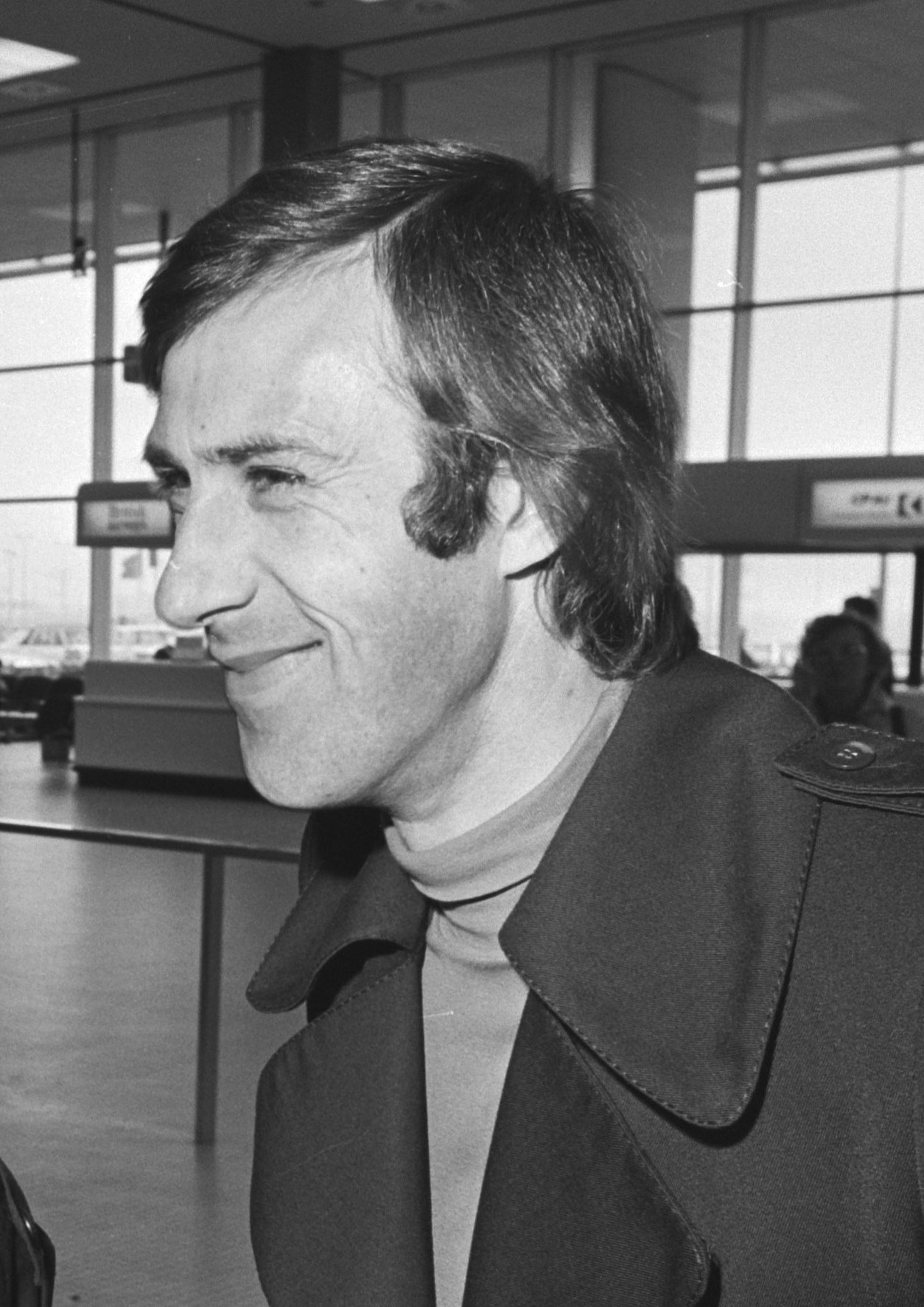
Тон Ти

- Бурцев, Владимир Сергеевич (68) — советский и российский боксёр, мастер спорта СССР[47].
- Ван де Румер, Ян (67) — нидерландский шорт-трекист[48].
- Герман, Андрей (79) — молдавский врач и политический деятель, министр здравоохранения Республики Молдова[49].
- Геддерт, Джон (63) — американский тренер по спортивной гимнастике; самоубийство[50].
- Голоднов, Вячеслав Николаевич (72) — советский и российский актёр театра и кино[51].
- Готти, Питер (81) — американский преступник, глава мафиозного клана Гамбино[52].
- Давидович, Аркадий Филиппович (90) — русский писатель, актёр, художник, афорист[53].
- Дерибас, Андрей Андреевич (89) — советский и российский учёный в области механики и физики взрыва, доктор физико-математических наук (1969)[54].
- Зуйков, Владимир Николаевич (86) — советский и российский художник-постановщик и мультипликатор, заслуженный художник РСФСР (1989)[55].
- Мейнерт, Николай Павлович (67) — эстонский публицист, социолог, радио- и телеведущий[56].
- Могве, Арчибальд (99) — ботсванский государственный деятель, министр иностранных дел Ботсваны (1974—1984)[57].
- Намбутхири, Вишнунараянам (81) — индийский поэт[58].
- Ти, Тон (76) — нидерландский футболист, вратарь[59].
- Шахов, Василий Васильевич (82) — советский и российский филолог и историк, доктор филологических наук, профессор[60].

## 24 февраля

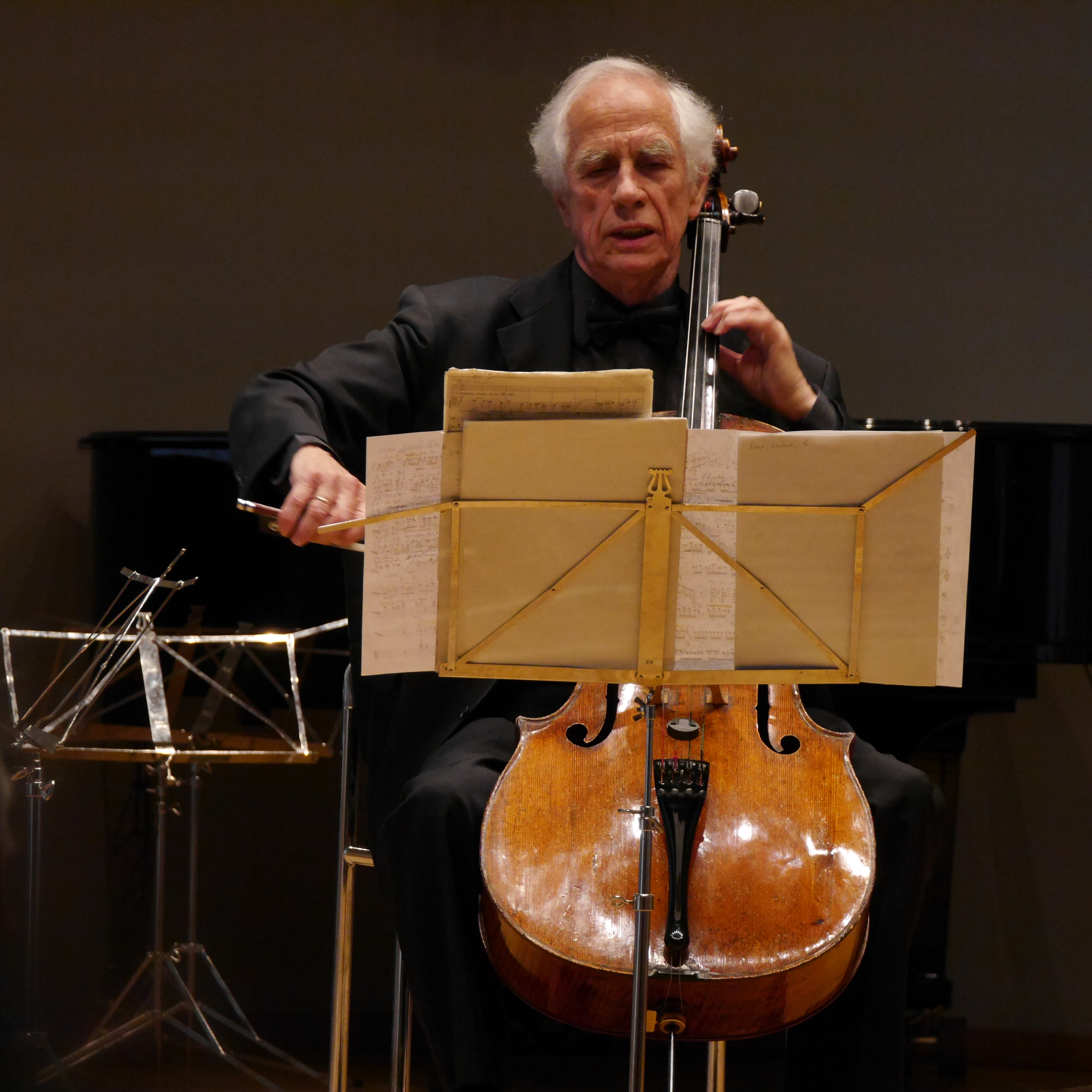
Вольфганг Бёттхер

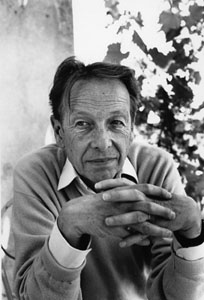
Филипп Жакоте

- Бёттхер, Вольфганг (86) — немецкий виолончелист[61].
- Жакоте, Филипп (95) — швейцарский франкоязычный поэт и переводчик[62].
- Катрикала, Антонио (69) — итальянский государственный служащий и юрист, секретарь Совета министров[англ.] (2011–2013); застрелился из револьвера[63].
- Кельнер, Виктор Ефимович (76) — советский и российский историк, доктор исторических наук, профессор Европейского университета в Санкт-Петербурге[64].
- Мулица, Иосиф Станиславович (89) — советский и белорусский организатор производства, директор объединения «Белоруснефть» (1975—1992)[65].
- Орлов, Даль Константинович (86) — советский и российский киновед, заслуженный деятель искусств РСФСР (1984)[66].
- Першин, Юрий Алексеевич (62) — советский и российский хоккеист с мячом, двукратный чемпион мира (1979, 1985), заслуженный мастер спорта СССР (1985)[67].
- Пикап, Рональд (80) — английский актёр[68].
- Романовский, Иосиф Владимирович (85) — советский и российский математик, доктор физико-математических наук (1968), профессор кафедры исследования операций СПбГУ (1970), заслуженный деятель науки Российской Федерации (2002)[69].
- Сейталиев, Токтоналы (83) — советский и киргизский оперный певец (тенор), народный артист СССР (1984)[70].
- Унтубе Н'Синга Уджуу, Жозеф (86) — заирский государственный деятель, Первый государственный комиссар (1981—1982)[71].

## 23 февраля

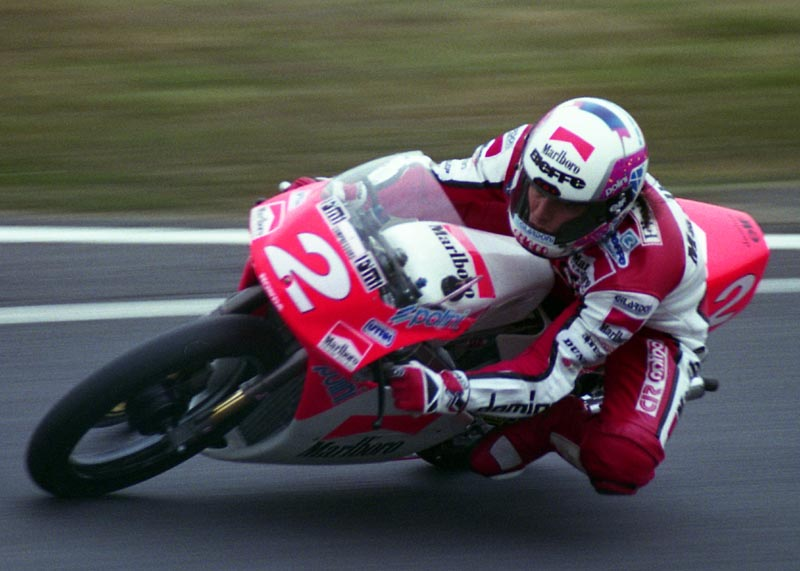
Фаусто Грезини

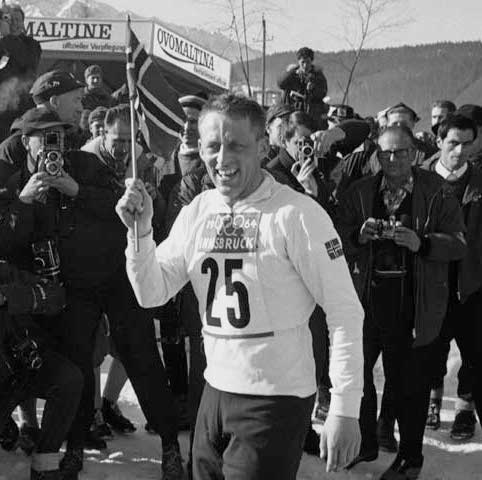
Тормод Кнутсен

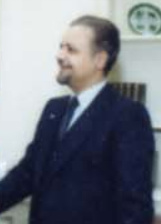
Ахмед Заки Ямани

- Борисавлевич, Войкан (73) — югославский и сербский композитор[72].
- Грезини, Фаусто (60) — итальянский мотогонщик, двукратный чемпион мира по шоссейно-кольцевым мотогонкам (1985, 1987)[73].
- Емельянов, Михаил Павлович (87) — советский и российский дипломат, Чрезвычайный и Полномочный Посол Российской Федерации в Эквадоре (1992—1998)[74].
- Енаке, Ион (72) — советский и молдавский композитор[75].
- Калёнкова, Татьяна Ивановна (83) — советский и российский скульптор, член-корреспондент РАХ (2009), народный художник Российской Федерации (2016)[76].
- Кнутсен, Тормод (89) — норвежский спортсмен (лыжное двоеборье), чемпион зимних Олимпийских игр 1964 года в Инсбруке[77].
- Масник, Хуан Карлос (77) — уругвайский футболист[78].
- Монтанари, Вольфганго (89) — итальянский легкоатлет (спринтерский бег), участник летних Олимпийских игр 1952 года в Хельсинки[79].
- Натра, Серджиу (96) — израильский композитор[80].
- Пальета, Эйдер Абас (61) — бразильский футболист[81].
- Пинью, Флавиу (Флоринду) (91) — бразильский футболист[82].
- Скотт, Джеффри (79) — американский киноактёр и каскадёр[83].
- Шедивый, Франтишек (93) — чешский писатель и диссидент[84].
- Ямани, Ахмед (90) — саудовский государственный деятель, министр нефти и минеральных ресурсов (1962—1986)[85].

## 22 февраля

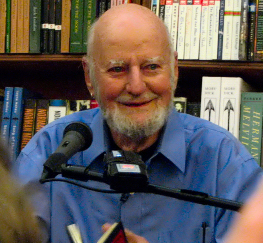
Лоуренс Ферлингетти

- Александров, Юрий Константинович (86) — советский и российский конструктор оружия, участник создания снайперской винтовки Драгунова[86].
- Аливердиев, Али Абутрабович (95) — советский государственный деятель, председатель Верховного Суда Дагестанской АССР (1962—1970), кандидат юридических наук, заслуженный юрист РСФСР[87].
- Аттаназио, Лука (43) — итальянский дипломат, посол Италии в Демократической Республике Конго (с 2017); убит[88].
- Бабичева, Юлия Викторовна (90) — советский и российский литературовед, доктор филологических наук, профессор Вологодского государственного педагогического университета, заслуженный деятель науки Российской Федерации (1997)[89].
- Бонне, Жорж (101) — французский поэт[90].
- Вене, Филипп (91) — французский модельер[91].
- Вихляева, Екатерина Михайловна (97) — советский и российский гинеколог, член-корреспондент АМН СССР/РАМН (1980—2014), член-корреспондент РАН (2014)[92].
- Градова, Екатерина Георгиевна (74) — советская и российская актриса, заслуженная артистка РСФСР (1983)[93].
- Демидов, Марк Павлович (75) — советский и российский писатель, журналист и переводчик[94].
- Исматова, Гузаль (25) — узбекская спортсменка (бокс), чемпионка Азии по боксу среди женщин (2017)[95].
- Кузнецов, Иван Андреевич (83) — советский и российский дипломат, Генеральный консул СССР/России в Нью-Йорке (1990—1996), заместитель министра иностранных дел России (1996—1997)[96].
- Леонарди, Ламберто (81) — итальянский футболист[97].
- Мадоян, Аршак Геворгович (82) — армянский литературовед, переводчик и публицист, преподаватель[98].
- Рзазаде, Ялчын Имран оглы (74) — советский и азербайджанский эстрадный певец, народный артист Азербайджана (1999)[99].
- Санти, Джанкарло (81) — итальянский режиссёр[100].
- Трускинов, Эрнст Валентинович (79) — советский и российский учёный, доктор биологических наук (1997), сотрудник Всероссийского института растениеводства[101].
- Ферлингетти, Лоуренс (101) — американский поэт, член Американской академии искусств и литературы (2003)[102].
- Чайнья Контрерас, Иполито (67) — перуанский врач и политический деятель, депутат Конгресса Республики Перу[103].
- Яйсингха, Пайрой (77) — таиландский киноактёр[104].

## 21 февраля

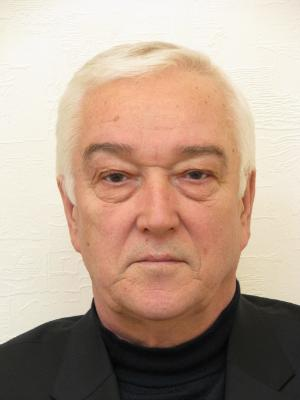
Виталий Демаков

- Анне, Ипполит (87) — французский профессиональный боксер, финалист чемпионата Европы по боксу в Берлине (1955) в полусреднем весе[105].
- Белитченко, Анатолий Константинович (83) — советский и молдавский хозяйственный деятель, директор Молдавского металлургического завода (1985—2005)[106].
- Демаков, Виталий Алексеевич (74) — советский и российский микробиолог, директор Института экологии и генетики микроорганизмов УрО РАН (с 2003), член-корреспондент РАН (2008)[107].
- Дюфре, Андре (94) — французский велосипедист, пятикратный чемпион мира по велокроссу (1954—1958)[108].
- Жарич, Мирко (71 или 72) — сербский поэт, драматург и журналист[109].
- Жданов, Александр Михайлович (70) — советский и российский актёр театра и кино, заслуженный артист Российской Федерации (1995)[110].
- Колак, Тудор (71) — молдавский фольклорист и публицист[111].
- Литыньский, Ян (75) — польский политический деятель и диссидент; утонул[112].
- Лиханов, Игорь Дмитриевич (67) — российский государственный деятель, председатель Законодательного собрания Забайкальского края (с 2016 года)[113].
- Лозан, Штефан (93) — советский и молдавский тележурналист, председатель компании Телерадио Молдова[114].
- Саласар Солорио, Радамес (46) — мексиканский политический деятель, сенатор (c 2018)[115].
- Сарачевич, Златко (59) — хорватский гандболист, чемпион летних Олимпийских игр в Атланте (1996), чемпион мира (1986)[116].
- Сотов, Сергей Николаевич (68) — российский художник[117].
- Хомулло, Галина Васильевна (96) — советский и российский медицинский биолог, доктор медицинских наук, профессор, заслуженный работник высшей школы РФ (1997)[118].

## 20 февраля

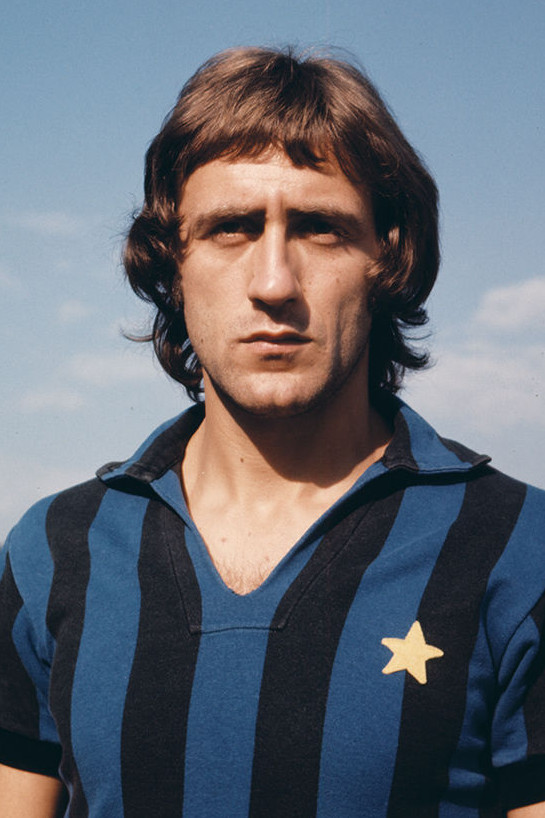
Мауро Беллуджи

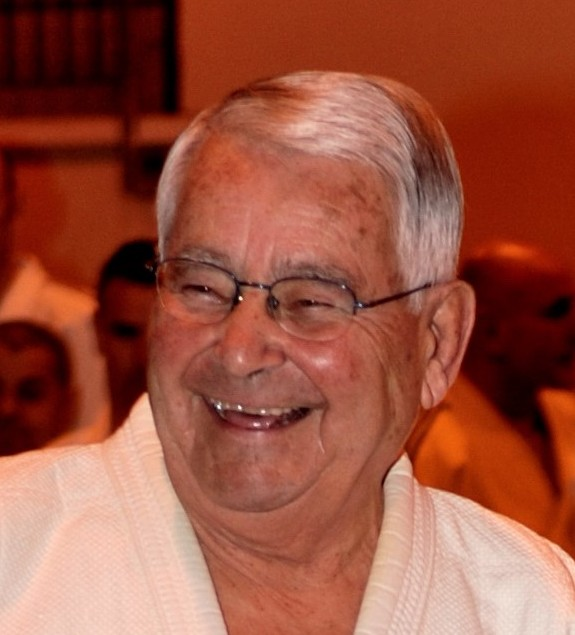
Анри Куртин

- Ардхика, И Геде (76) — индонезийский политик, министр культуры и туризма Индонезии (2000—2004)[119].
- Беллуджи, Мауро (71) — итальянский футболист, защитник[120]
- Гараев, Вагиф Мамедвели оглы (66) — российский дипломат, Чрезвычайный и Полномочный Посол Российской Федерации в Королевстве Бахрейн (2014—2018)[121].
- Крафт, Крис (81) — британский автогонщик, участник чемпионата мира по автогонкам в классе «Формула-1» (1971)[122].
- Куртин, Анри (90) — французский дзюдоист, трёхкратный чемпион Европы (1958, 1959, 1962)[123].
- Малеев, Сергей Владимирович (89) — советский и российский физик, доктор физико-математических наук, профессор, главный научный сотрудник теоретического отдела Петербургского института ядерной физики. Лауреат Государственной премии СССР[124].
- Марченко, Владимир Иванович (77) — советский и российский актёр, народный артист РСФСР (1982)[125].
- Мигина, Штефан (70) — словацкий аграрий, председатель Словацкой академии сельскохозяйственных наук, вице-президент Европейского союза сельскохозяйственных академий[126].
- Отчерцов, Валерий Георгиевич (75) — советский, туркменский и российский партийный, хозяйственный и государственный деятель, заместитель председателя Кабинета министров Туркменистана (1992—1996)[127].
- Писаренко, Дмитрий Валентинович (61) — советский и российский актёр театра и кино[128].
- Темпеста, Никола (85) — итальянский дзюдоист, двукратный чемпион Европы (1957, 1961)[129].
- Хасанов, Носир Абдуллаевич (85) — советский и таджикский актёр театра и кино, народный артист Таджикистана (1990)[130].
- Хоронжий, Мечислав (95) — польский онколог, действительный член Польской академии наук (1986)[131].
- Швачкин, Юрий Петрович (90) — советский и российский химик[132].

## 19 февраля

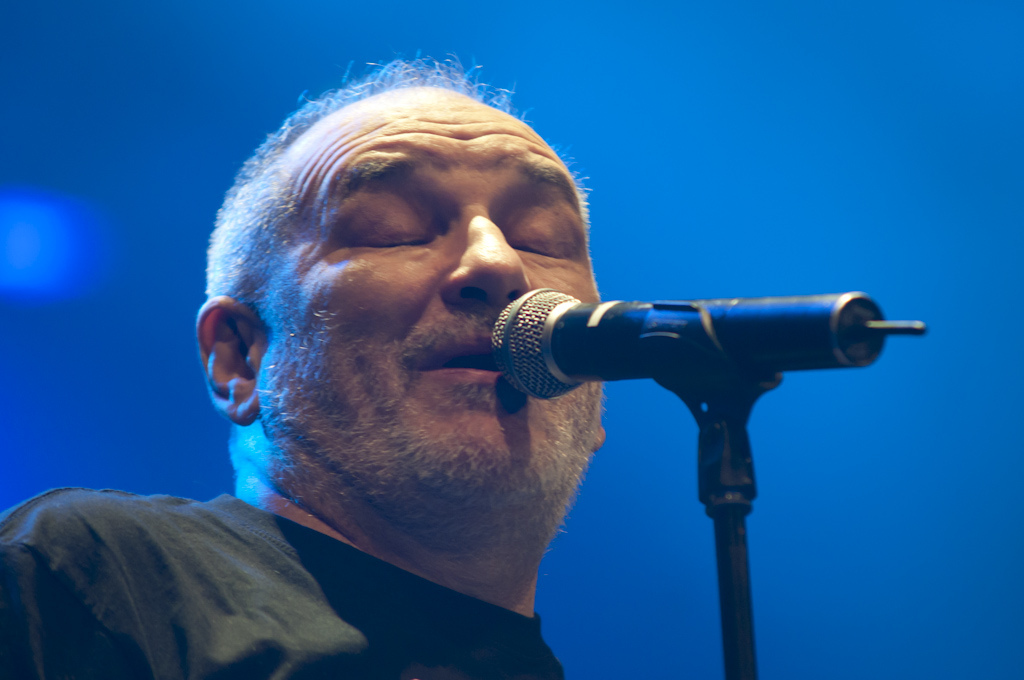
Джордже Балашевич

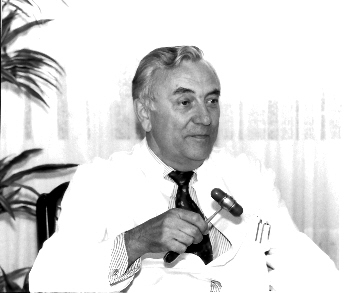
Ион Петрович

- Альбертелли, Луиджи (86) — итальянский композитор-песенник[133].
- Балашевич, Джордже (67) — сербский эстрадный певец, автор песен и актёр[134].
- Вастрюков, Варсонофий Фёдорович (81) — советский и российский конструктор космической техники, заслуженный конструктор Российской Федерации (1999)[135].
- Голлербах, Сергей Львович (97) — американский живописец, график, художественный критик и литератор российского происхождения[136].
- Ди Модика, Артуро (80) — итальянский художник, архитектор и скульптор[137].
- Калашников, Роберт Николаевич (90) — советский и российский хирург, доктор медицинских наук, профессор Северного государственного медицинского университета, заслуженный работник высшей школы Российской Федерации (1999)[138].
- Петрович, Ион (91) — немецкий невролог[139].
- Сергеев, Юрий Васильевич (72) — советский и российский писатель[140].
- Шатель, Филипп (72) — французский певец и автор песен[141].
- Шишкин, Валерий Владимирович (80) — советский и российский тренер по теннису, заслуженный тренер РСФСР[142].

## 18 февраля

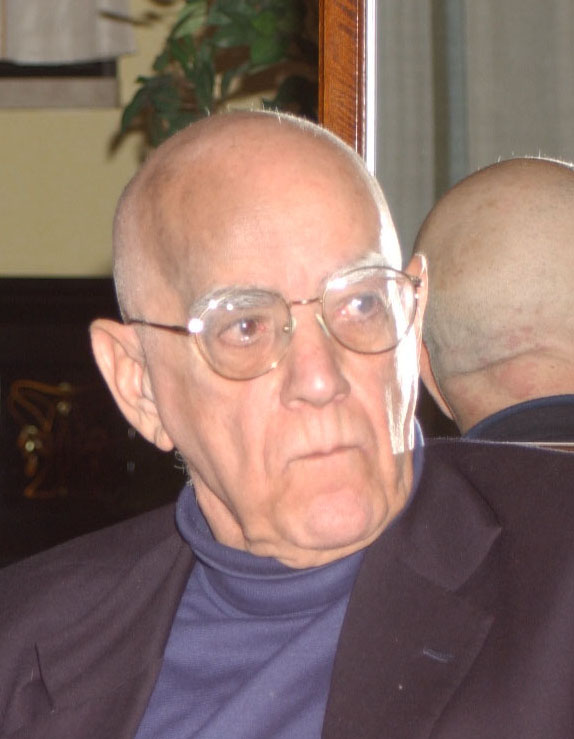
Витторе Боккетта

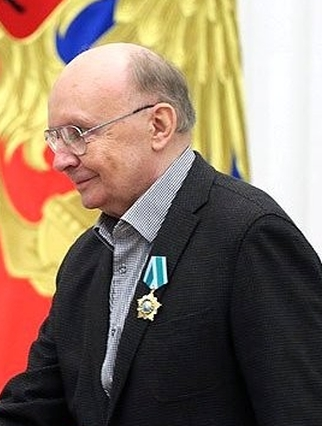
Андрей Мягков

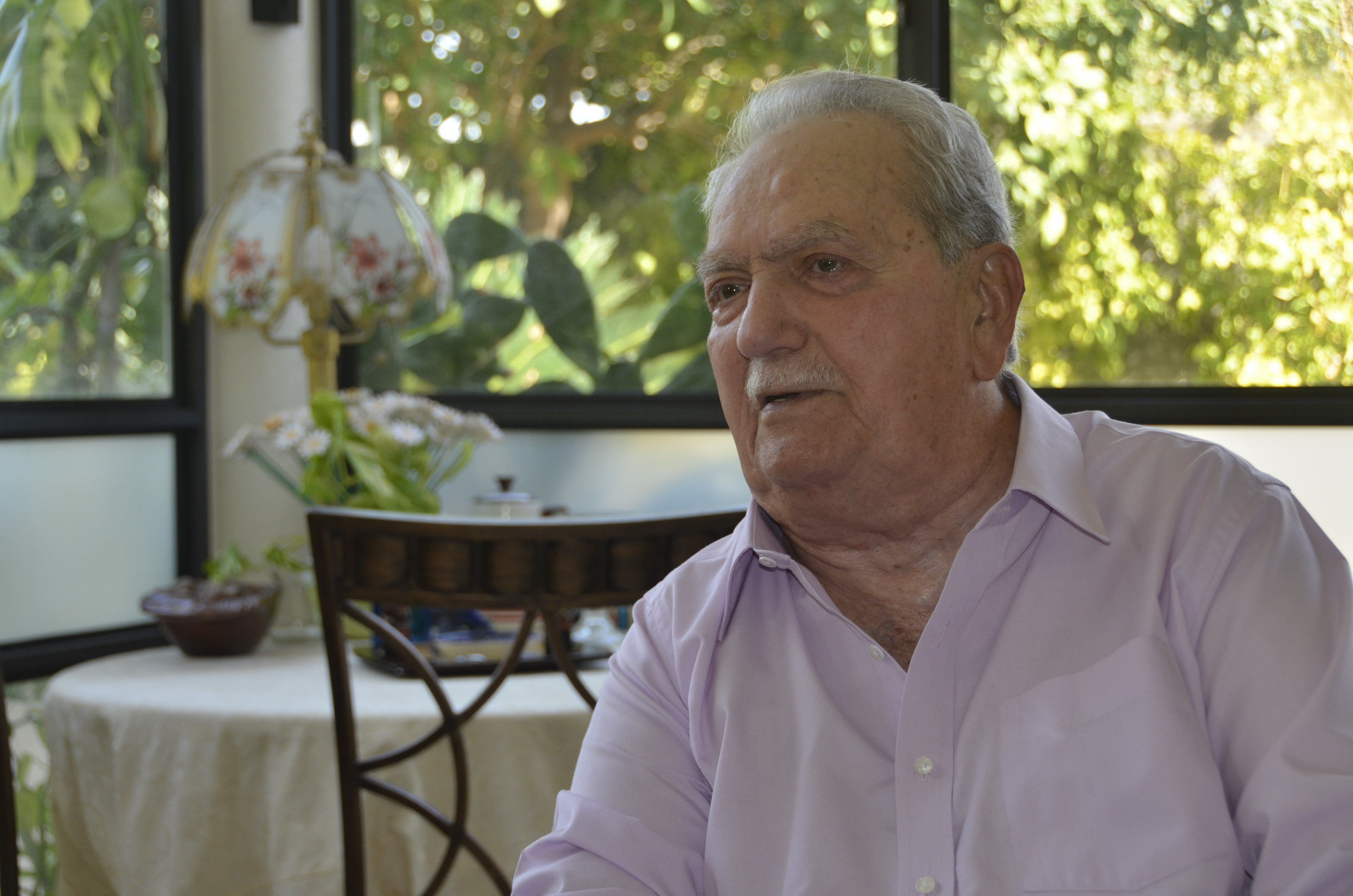
Иехошуа Саги

- Ахмедшин, Альберт Гатфанович (75) — советский и узбекский художник[143].
- Бишофф, Джеймс (80) — американский геохимик, действительный член Американского геофизического союза[144].
- Боккетта, Витторе (102) — итальянский скульптор и художник[145].
- Карпов, Иван Семёнович (83) — советский и российский конструктор ядерного оружия, лауреат Государственной премии СССР. Заслуженный конструктор Российской Федерации[источник не указан 1470 дней] .
- Кириллов, Анатолий Дмитриевич (73) — советский и российский историк и краевед, биограф Бориса Ельцина, основатель Центра политической истории Урала и Центра истории Свердловской области[146].
- Колесников, Геннадий Алексеевич (84) — советский и российский военачальник, начальник Главного управления эксплуатации ракетного вооружения — заместитель Главкома РВСН (1988—1992), генерал-полковник (1991)[147].
- Крапивкин, Игорь Евгеньевич (54) — советский и украинский футболист, вратарь и тренер, игрок черновицкой «Буковины» (1992—1993, 2000—2001)[148].
- Мягков, Андрей Васильевич (82) — советский и российский актёр театра и кино, народный артист РСФСР (1986)[149]
- Нугуманова, Флюра Галимьяновна (85) — башкирская певица, народная артистка Башкирской ССР (1991)[150].
- Сёренсен, Курт (82) — датский историк, политолог и общественный деятель неомарксистского направления, близкий «Левым социалистам»[151].
- Саги, Иехошуа (87) — израильский военный и государственный деятель, глава Управления военной разведки (1979—1983), мэр Бат-Яма (1993—2003)[152].
- Соколков, Евгений Алексеевич (71) — ректор Новосибирского гуманитарного института (1993—2016), доктор педагогических наук, профессор[153].
- Чуря, Влад (80) — молдавский кинорежиссёр и кинооператор[154].
- Шиппер, Кристофер (86) — нидерландский китаевед, член Королевской академии наук и искусств Нидерландов (1995)[155].
- Ячменёв, Леонид Александрович (83) — советский и российский баскетбольный тренер, тренер женской сборной СССР по баскетболу[156].

## 17 февраля

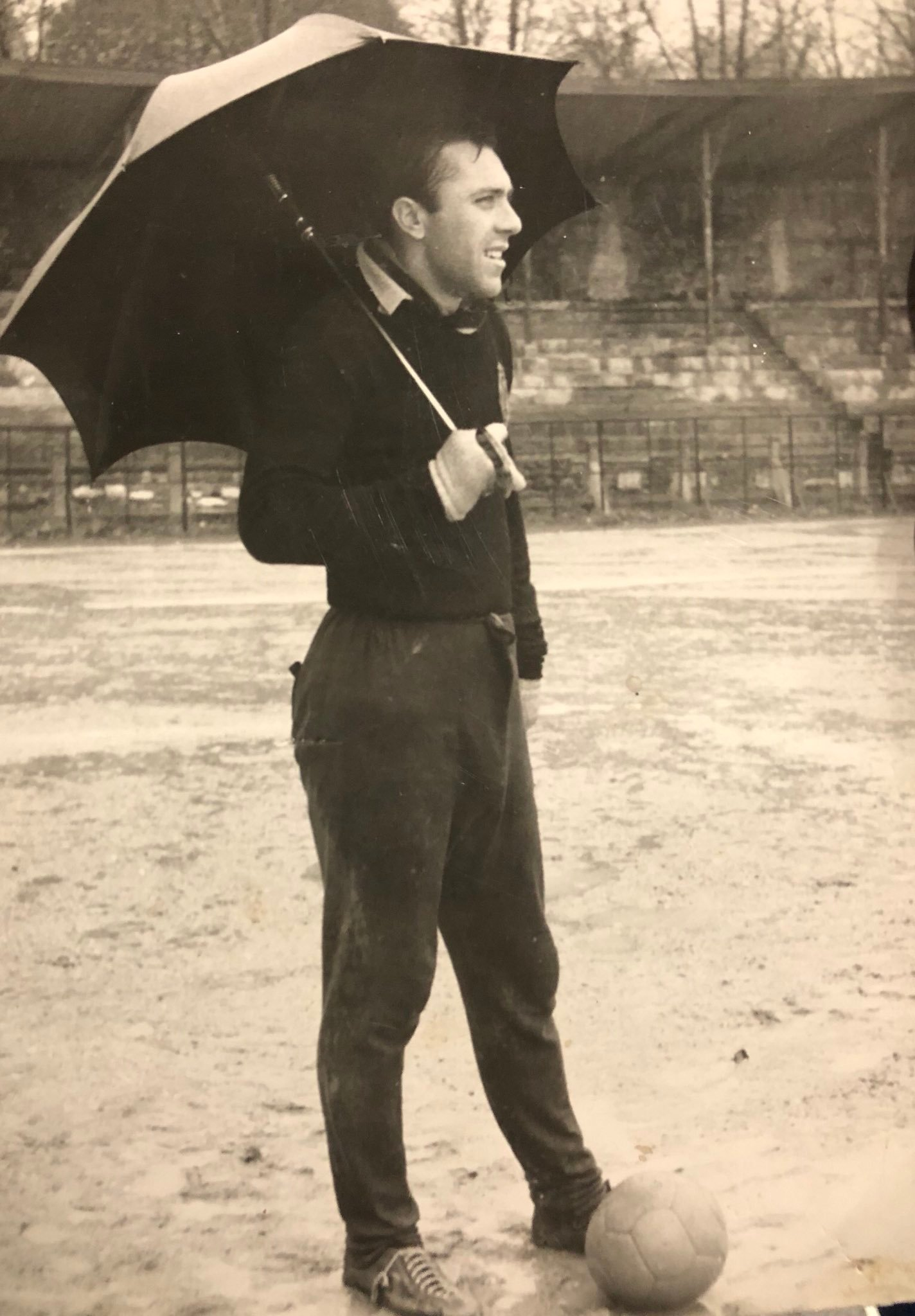
Озджан Аркоч

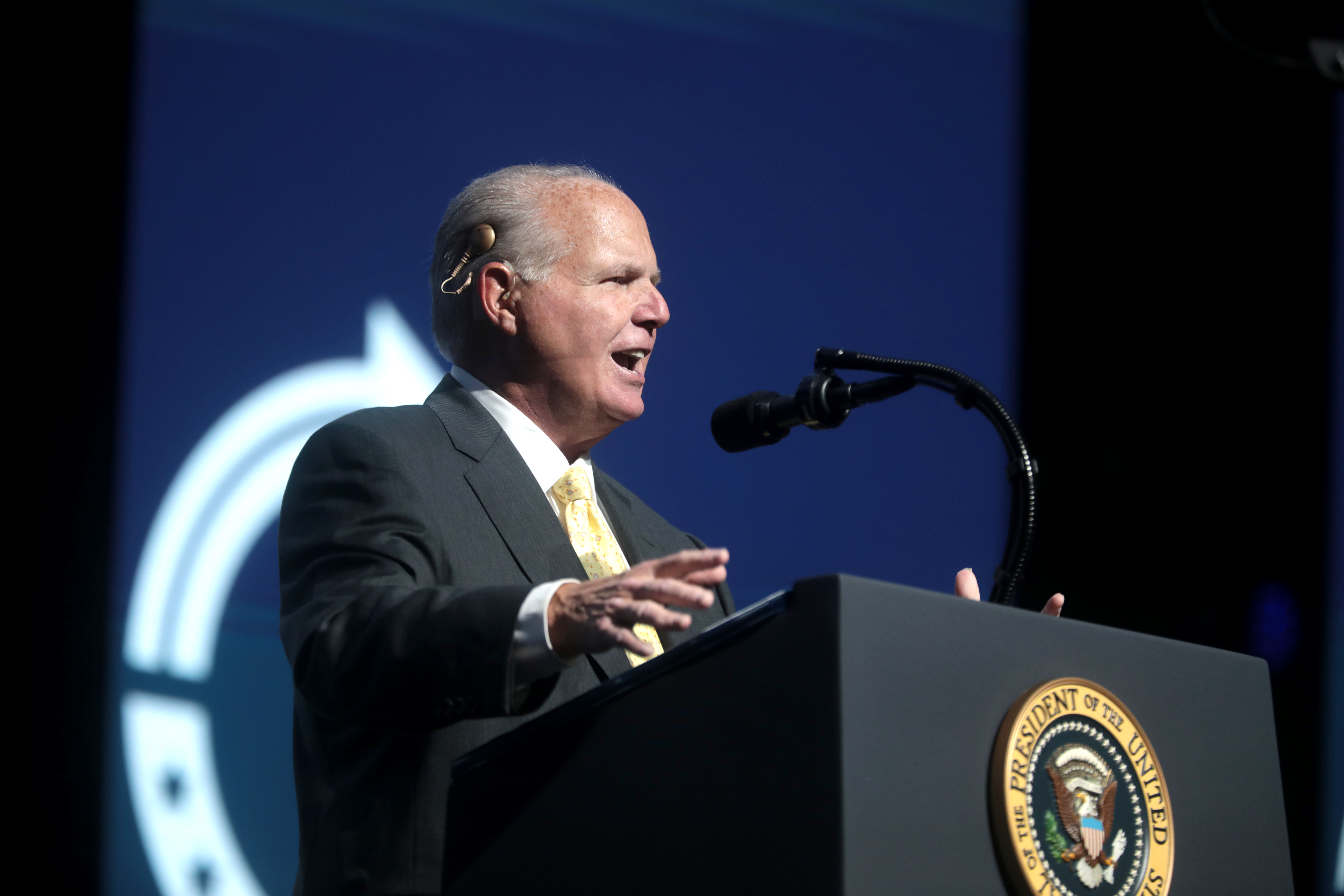
Раш Лимбо

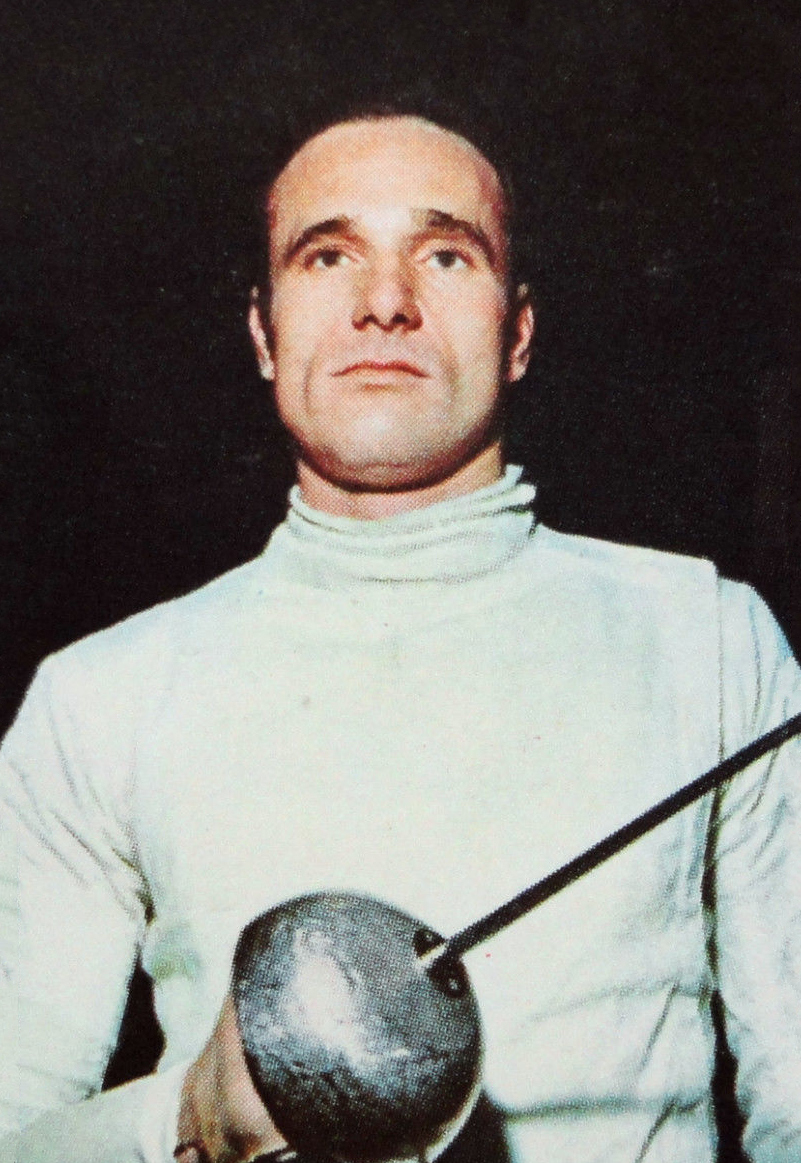
Джанлуиджи Саккаро

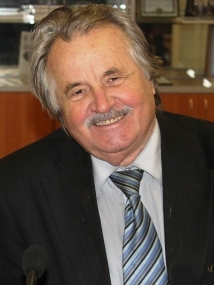
Виктор Филимонов

- Аркоч, Озджан (81) — турецкий футболист[157].
- Верхес, Марти (86) — испанский футболист, участник чемпионата мира в Чили (1962)[158].
- Зенян, Аветис Назарович (85) — советский кинооператор[159].
- Кайко, Хасинто (96) — филиппинский пловец, участник летних Олимпийских игр 1948 года в Лондоне[160].
- Козлов, Николай Борисович (84) — советский военный деятель, начальник Центрального продовольственного управления Министерства обороны (1988—1992), генерал-лейтенант[161].
- Ло Веккьо, Андреа (78) — итальянский композитор, поэт-песенник, музыкальный продюсер[162].
- Лимбо, Раш (70) — американский радиоведущий[163].
- Саккаро, Джанлуиджи (82) — итальянский шпажист, чемпион летних Олимпийских игр в Риме (1960)[164].
- Смирнов, Сергей Владимирович (59) — заслуженный работник культуры России, директор ансамбля песни и танца «Казачья застава»[165].
- Филимонов, Виктор Яковлевич (83) — советский и российский историк, краевед и публицист, декан исторического факультета КГПИ (КГПУ) им. К. Э. Циолковского (1977—1996), директор департамента образования и науки Калужской области (1996—2000)[166].
- Хамад, Сейф Шариф (77) — танзанийский государственный деятель, первый вице-президент Танзании (с 2020 года)[167].
- Харитонов, Александр Иванович (72) — советский и российский актёр и режиссёр театра и кино[168].
- Хуссейн, Али (80) — бангладешский композитор[169].
- Чумаков, Игорь Николаевич (59) — российский скульптор (похороны состоялись в этот день)[170].

## 16 февраля

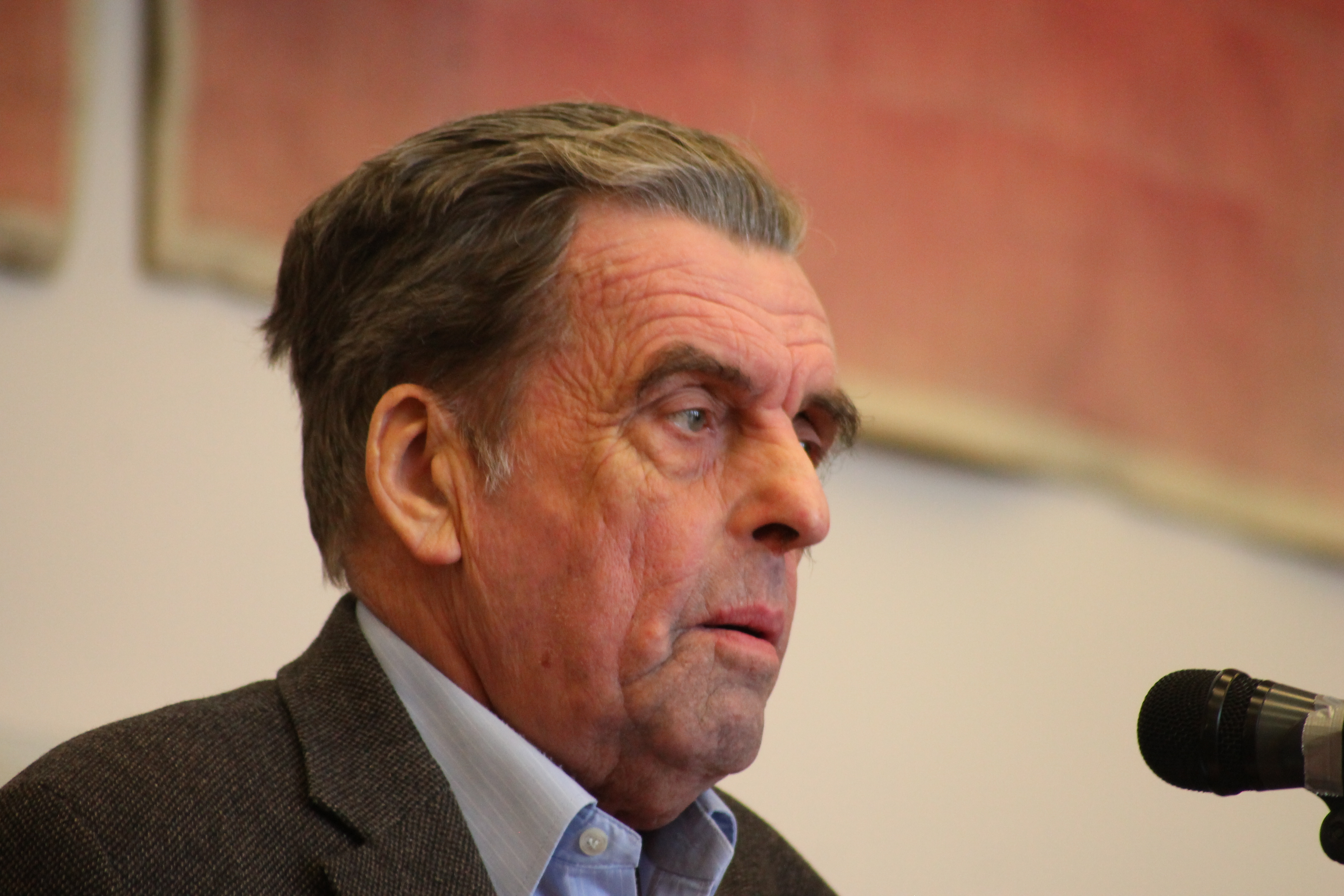
Ян Сокол

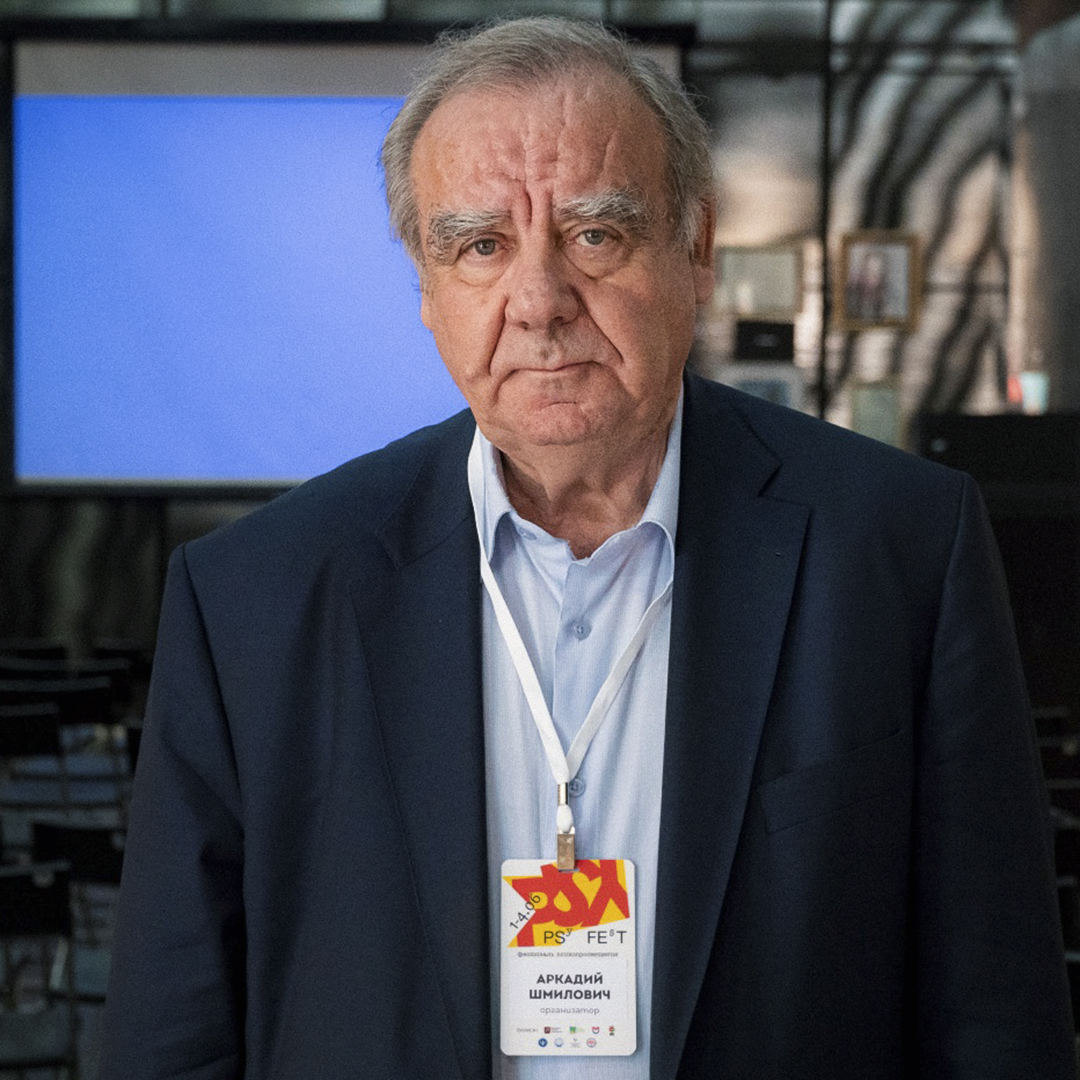
Аркадий Шмилович

- Алёшина, Людмила Викторовна (90) — советская и молдавская оперная певица (меццо-сопрано), солистка Молдавского театра оперы и балета (с 1957), народная артистка Молдавской ССР (1980)[171].
- Амель, Ирит (89) — польская писательница[172].
- Брагина, Лидия Михайловна (91) — советский и российский историк, специалист по Итальянскому Возрождению[173].
- Вюйерме, Мишель (70) — французский кинорежиссёр[174].
- Голечкова, Либуше (88) — чешская актриса[175].
- Давид, Тонтон (53) — французский регги-певец[176].
- Кармен, Долорес (96) — португальская киноактриса[177].
- Кичанова, Лариса Георгиевна (71) — советская и российская актриса Малого театра и кино, заслуженная артистка Российской Федерации (2006)[178].
- Лаун, Бернард (99) — американский кардиолог, действительный член Американской академии искусств и наук, иностранный член РАН (2014)[179].
- Маргарит, Жоан (82) — каталонский поэт[180].
- Мокроусов, Владимир Петрович (84) — советский и российский скульптор, народный художник Российской Федерации (2018), член-корреспондент РАХ (2007)[181].
- Нобоа Бехарано, Густаво (83) — эквадорский государственный деятель, президент Эквадора (2000—2003), вице-президент (1998—2000)[182].
- Сейдакматова, Джамал (82) — советская и киргизская актриса, народная артистка Киргизской ССР (1976)[183].
- Сокол, Ян (84) — чешский философ, переводчик и государственный деятель, министр образования (1998)[184].
- Сысоев, Анатолий Васильевич (86) — советский и российский хозяйственный деятель, директор Богословского алюминиевого завода (1987—2005)[185].
- Туру, Иштван (58) — венгерский боксёр, участник летних Олимпийских игр в Сеуле (1988)[186].
- Шмилович, Аркадий Липович (76) — советский и российский врач-психиатр, заведующий медико-реабилитационным отделением[187] Психиатрической больницы № 1 имени Н. А. Алексеева[188].

## 15 февраля

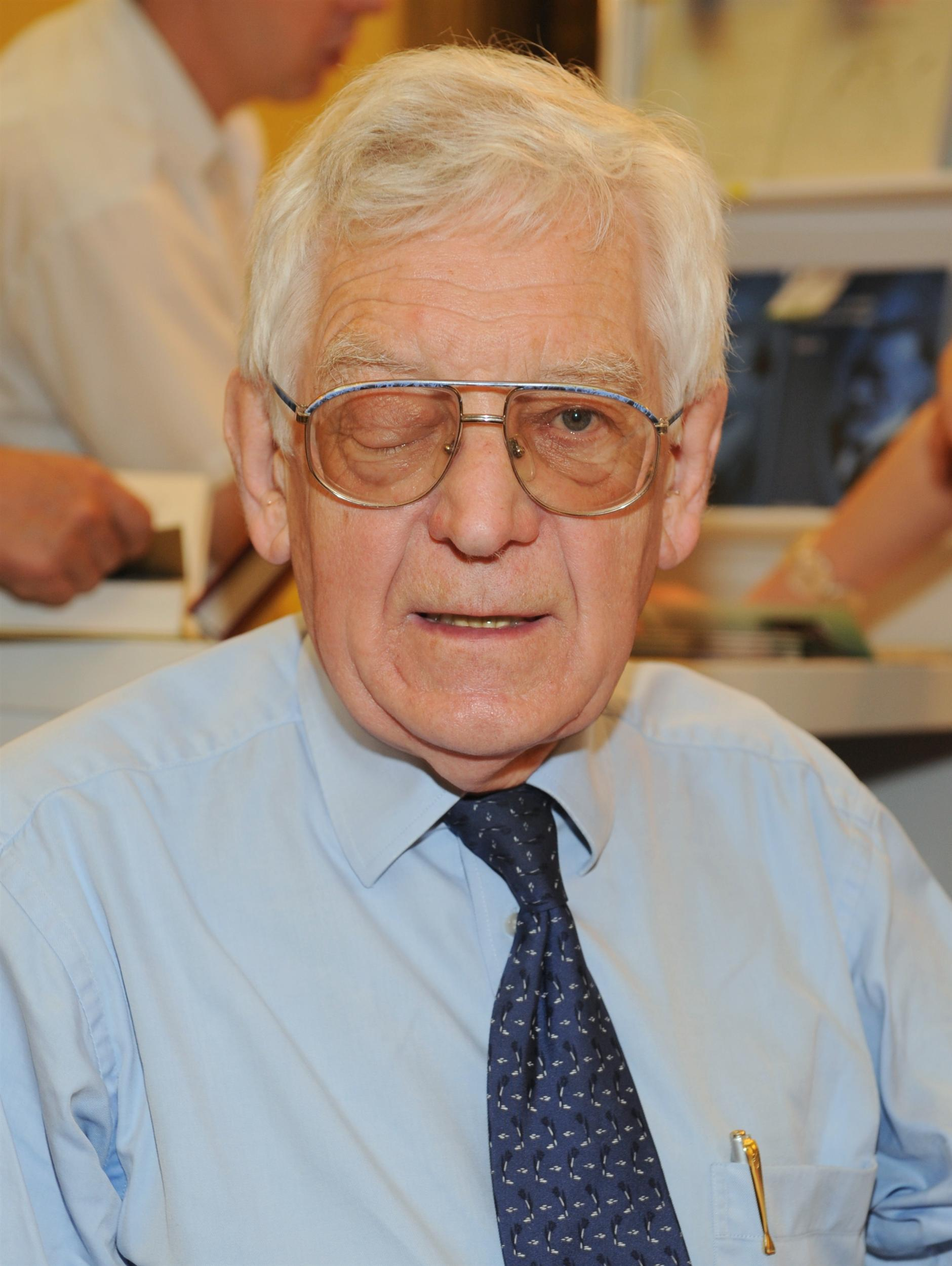
Здислав Найдер

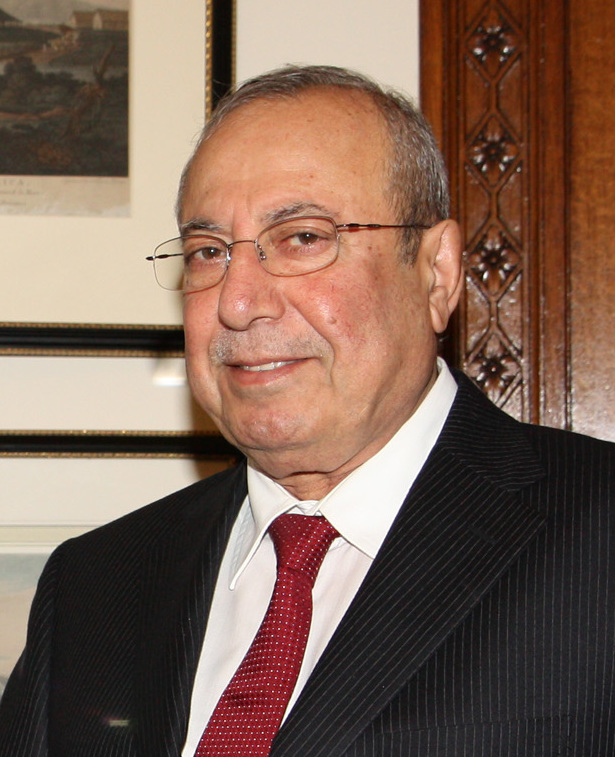
Рош Шавес

- Агеев, Владимир Васильевич (65) — российский производитель лекарств, основатель и руководитель фонда «Здоровье»[189].
- Афанасьев, Александр Яковлевич (68) — советский и российский адвокат[190].
- Бойко, Анатолий Иванович (75) — советский и украинский оперный певец (бас), солист Одесского театра оперы и балета, народный артист Украинской ССР (1985)[191].
- Бороздин, Алексей Иванович (83) — советский и российский педагог-новатор, основатель Новосибирского центра абилитационной педагогики, заслуженный работник культуры Российской Федерации[192].
- Бэдфорд, Стюарт (81) — британский пианист и дирижёр[193].
- Гийо, Андре (93) — французская оперная певица (сопрано)[194]
- Гильмайн, Лусия (78) — мексиканская актриса[195].
- Каракегеян, Нехан (88) — епископ Армянской католической церкви, ординарий Восточной Европы (2005—2010)[196].
- Левек, Реймон (92) — канадский певец, автор песен, поэт и актёр[197].
- Луке, Леопольдо (71) — аргентинский футболист, чемпион мира 1978 года[198].
- Найдер, Здзислав (90) — польский историк литературы и политический активист[199].
- Нефёдов, Пётр Петрович (79) — казахстанский государственный деятель, глава Карагандинской областной администрации (1992—1995), Аким Карагандинской области (1995—1997), заместитель министра энергетики Республики Казахстан (2000; 2001—2002)[200].
- Овсепян, Гурген (65) — советский, армянский и словацкий оперный певец (тенор), солист Словацкой народной оперы[201].
- Пачеко, Джонни (85) — доминиканский композитор и музыкант[202].
- Перунчич, Дарко (53) — сербский баскетбольный тренер[203].
- Прахт, Ева-Мария (83) — канадская спортсменка (конный спорт), бронзовый призёр летних Олимпийских игр в Сеуле (1988)[204].
- Сариев, Шомишбай Нагашбаевич (74) — казахский поэт-песенник, заслуженный деятель Казахстана[205].
- Соренсон, Арне (62) — американский бизнесмен, совладелец сети отелей Mariott[206].
- Хименес, Лоло (?) — мексиканский актёр и певец[207].
- Холм, Ричард (87) — американский химик-неорганик, член Национальной академии наук США (1975)[208].
- Шавес, Рош (74) — иракский государственный деятель, вице-президент (2004), вице-премьер (с 2005)[209].
- Шайхатдинов, Владимир Шамильевич (83) — советский и российский правовед, доктор юридических наук, профессор, заведующий кафедрой социального права, государственной и муниципальной службы Уральского государственного юридического университета (2002—2018), почётный работник высшего профессионального образования Российской Федерации[210].
- Шлемов, Всеволод Владимирович (88) — советский и украинский кинооператор-постановщик комбинированных съёмок Одесской киностудии[211].

## 14 февраля

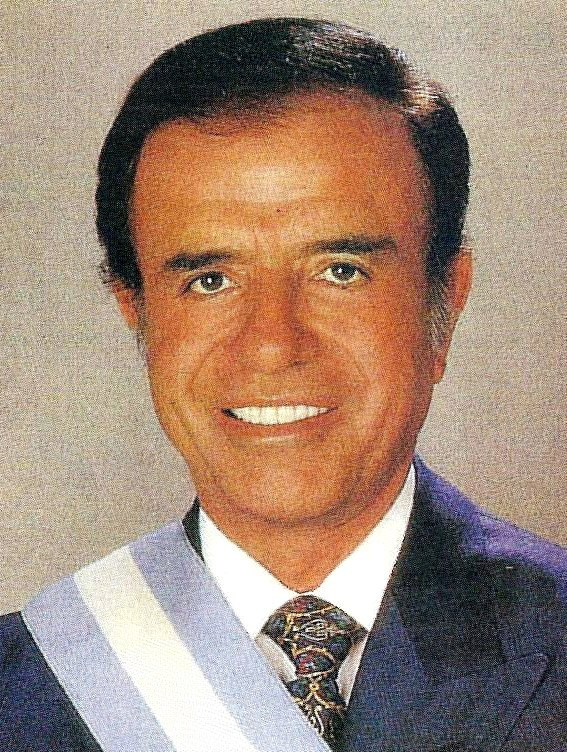
Карлос Менем

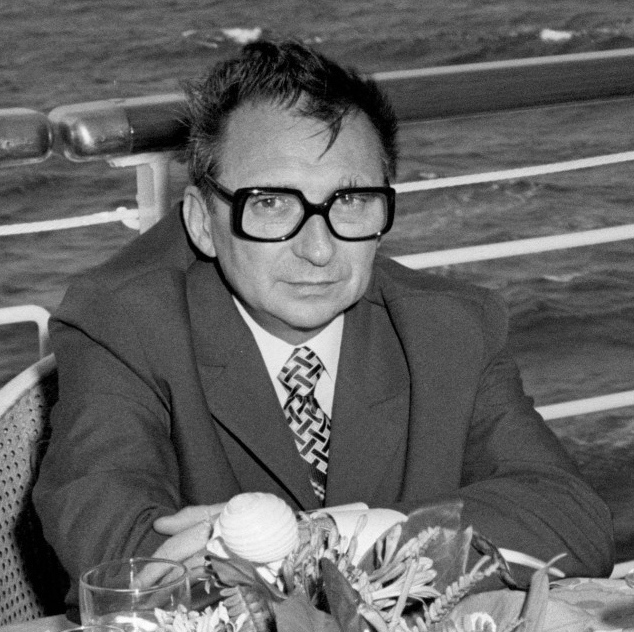
Ион Пачепа

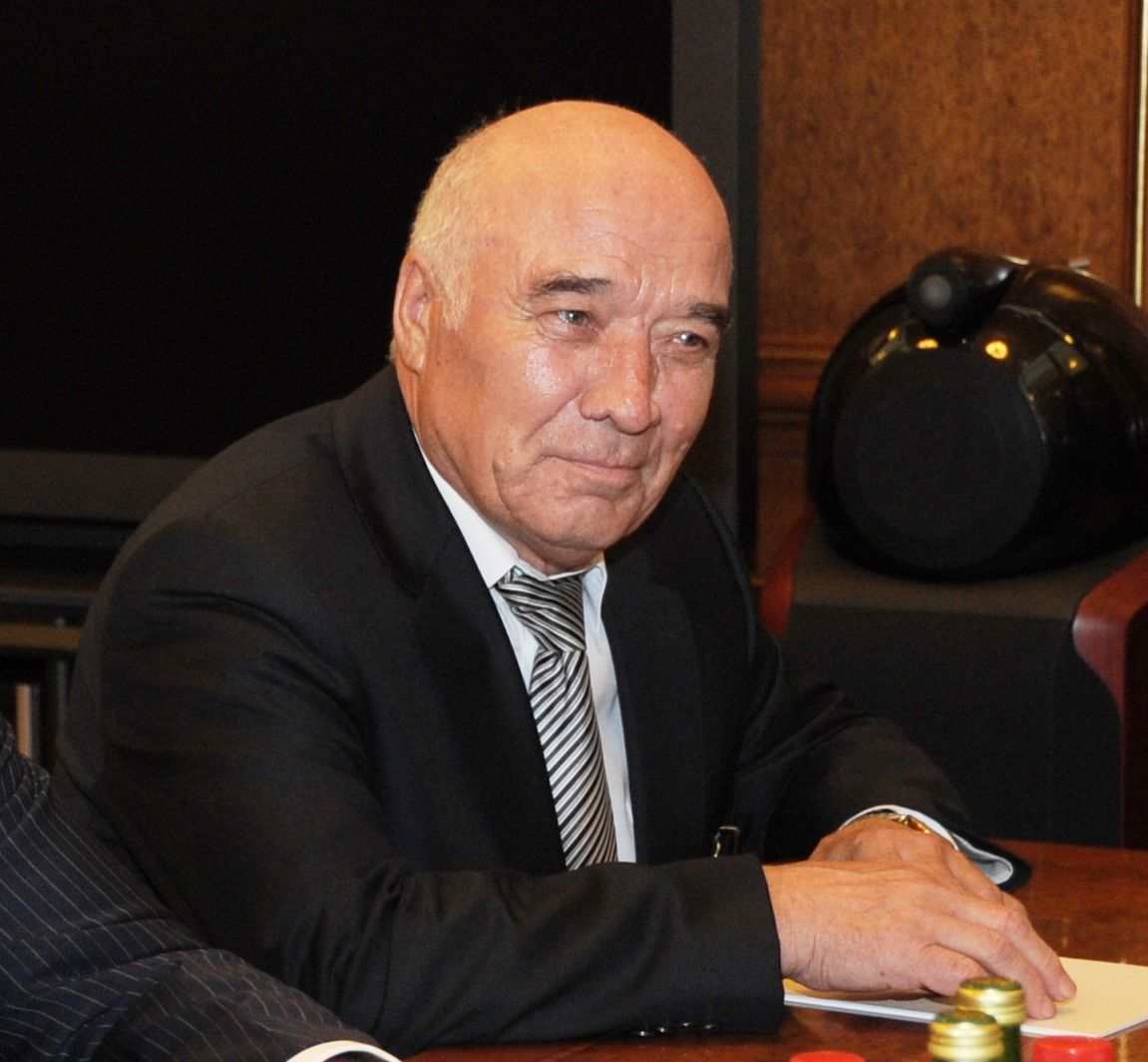
Рашит Салахов

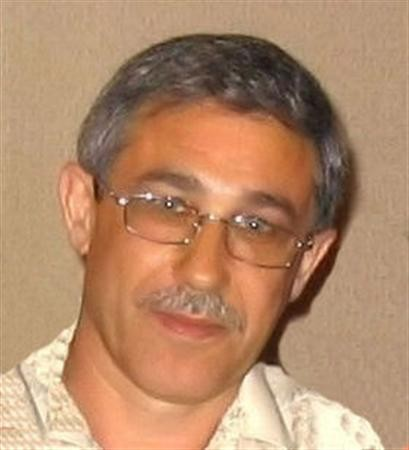
Владимир Сафронов

- Аливердиев, Агалар Абутрабович (93) — советский биолог, доктор биологических наук, профессор, заслуженный работник высшей школы РФ (1999)[212]
- Альварес Гонсалес, Бланка (63) — испанская писательница[213].
- Баргути, Мюрид (76) — палестинский поэт и писатель[214].
- Браду, Ион (73) — советский и молдавский писатель[215].
- Донни, Жаклин (93) — французская модель, победительница национального конкурса красоты Мисс Франция 1948 и Мисс Европа (1948)[216].
- Йохансен, Улла (93) — немецкий этнолог, доктор этнографии, профессор[217].
- Йохансон, Яак (61) — эстонский фолк-музыкант и актёр[218].
- Камышев, Сергей Алексеевич (64) — украинский дипломат, посол Украины в Китае (2004—2009, с 2019)[219].
- Кнутсен, Финн (88) — норвежский политический деятель, депутат парламента Норвегии[220].
- Копрившек, Невенка (61) — словенская актриса и театральный режиссёр, основательница и художественный руководитель театра «Бункер»[221].
- Кочетков, Анатолий Григорьевич (82) — советский и российский врач-анатом, доктор медицинских наук[222].
- Крупа, Виктор (84) — словацкий лингвист, филолог, востоковед и переводчик[223].
- Кузнецов, Михаил Дмитриевич (73) — советский и российский художник[224].
- Локубандара В. Д. М. (79) — шриланкийский политический и государственный деятель, спикер Парламента (2004—2010), губернатор провинции Сабарагамува (2010—2015)[225].
- Мартинчек, Петер (58) — словацкий композитор и дирижёр[226].
- Маунтджой, Дуг (78) — валлийский игрок в снукер, финалист чемпионата мира в Шеффилде (1981)[227].
- Менем, Карлос (90) — аргентинский государственный деятель, президент (1989—1999)[228].
- Пачепа, Ион Михай (92) — сотрудник румынской внешней разведки, генерал-лейтенант[229].
- Роллан, Жан (89) — французский скульптор[230].
- Салахов, Рашит Исламович (79) — председатель Арбитражного суда Республики Татарстан (1996—2011)[231].
- Сафронов, Владимир Иосифович (69) — советский гимнаст, серебряный призёр чемпионата мира в Варне (1974)[232].
- Семёнов, Геннадий Семёнович (75) — заслуженный тренер СССР по лёгкой атлетике (1991)[233].
- Фрэнсис, Хайвел (74) — британский политический деятель, депутат Парламента (2001—2015), председатель Объединённого парламентского комитета по правам человека (2010—2015)[234].
- Цымбал, Валентин Павлович (87) — советский и российский учёный, доктор технических наук (1973), профессор кафедры математического моделирования в металлургии СибГИУ, заслуженный деятель науки Российской Федерации (1996)[235].
- Шапкин, Виталий Владимирович (73) — советский и российский флейтист, заслуженный артист РСФСР (1991)[236].
- Юнкин, Адельша Харисович (84) — советский и российский религиозный деятель, муфтий Пензенской области (1993—2017)[237].

## 13 февраля

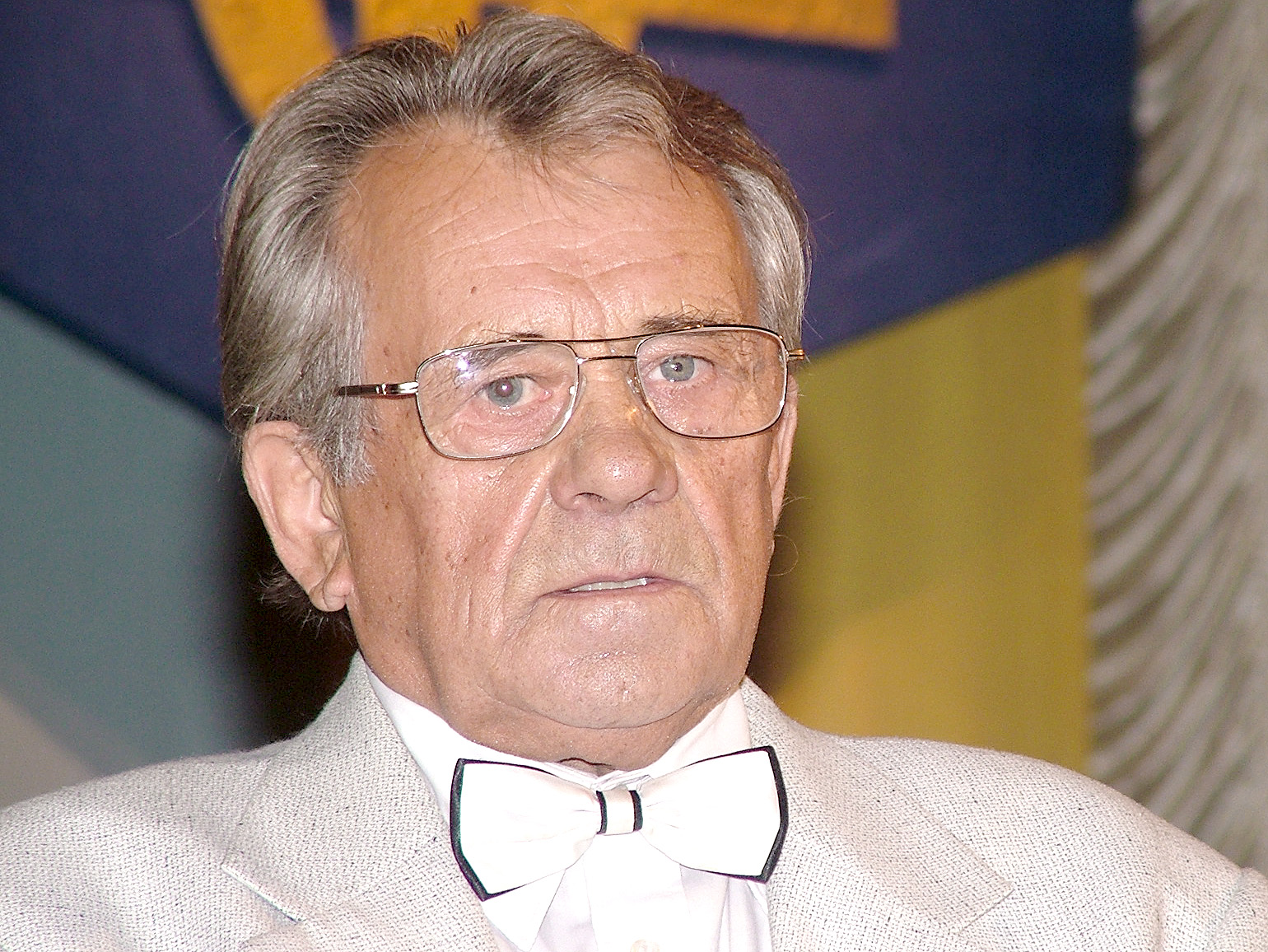
Ростислав Бабич

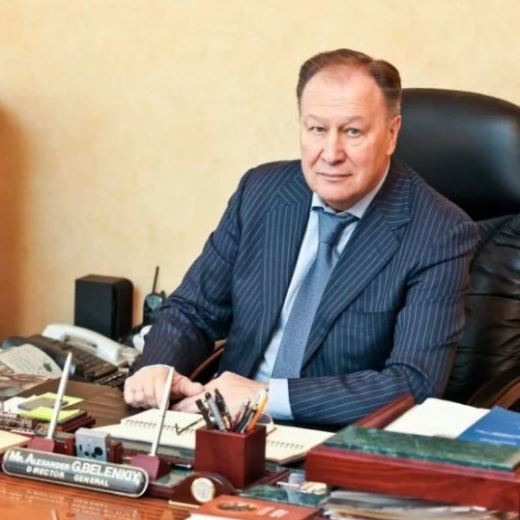
Александр Беленький

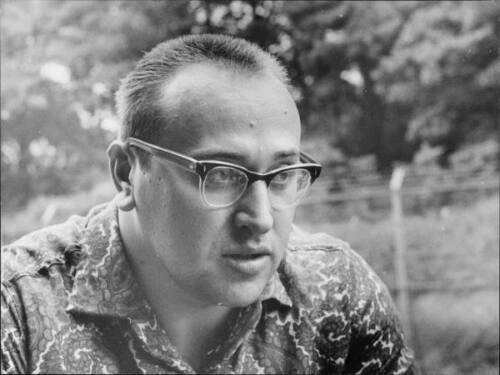
Юрий Власов

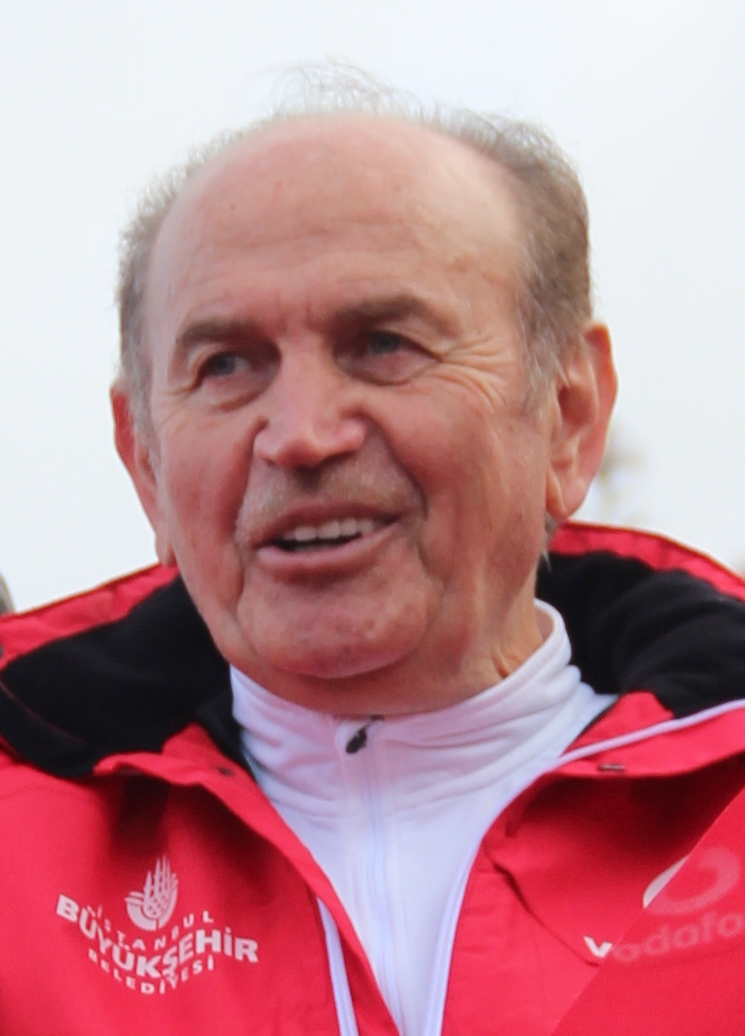
Кадир Толбаш

- Бабич, Ростислав Алексеевич (83) — советский и украинский дирижёр, композитор, педагог, профессор Национальной академии руководящих кадров культуры и искусств. Народный артист УССР (1988)[238].
- Беленький, Александр Григорьевич (75) — советский и российский функционер в области культуры, генеральный директор Москонцерта (с 2001)[239].
- Бьёрнбаккен, Ингер (87) — шведская горнолыжница, чемпионка мира (1958)[240].
- Валкман, Олег Владимирович (52) — российский актёр театра и кино, исполнитель роли патологоанатома Бориса Селиванова в российском телесериале "След"
- Вельц, Владимир Августинович (64) — советский и казахстанский теннисист и тренер, капитан и главный тренер сборной Казахстана по теннису[241].
- Власов, Юрий Петрович (85) — советский и российский тяжелоатлет и писатель, чемпион летних Олимпийских игр в Риме (1960)[242].
- Квятковский, Болеслав (78) — польский баскетболист, участник летних Олимпийских игр в Мехико (1968)[243].
- Кондратович, Владимир Васильевич (61) — советский и российский композитор и певец[244].
- Левит, Изяслав Эликович (98) — советский, молдавский и американский историк[245].
- Майер, Хелен[нем.] (92) — швейцарская писательница[246].
- Новаковский, Богуслав Августович (82) — советский и российский картограф, доктор географических наук (1987), заслуженный профессор МГУ (2011)[247].
- Нюгрен, Олле (91) — шведский мотогонщик, чемпион мира по спидвею в командных гонках (1960), бронзовый призёр чемпионата мира в индивидуальном первенстве (1954)[248].
- Олиарт, Альберто (92) — испанский государственный деятель, министр обороны Испании (1981—1982), глава радио и телевидения Испании (2009—2011)[249].
- Сарундайянг, Синьо Гарри (76) — индонезийский политический деятель и дипломат, посол Индонезии на Филиппинах (с 2018)[250].
- Топбаш, Кадир (76) — турецкий государственный деятель, мэр Стамбула (2004—2017)[251].
- Унзалу, Пилар (63) — испанский государственный деятель, министр окружающей среды, территориального планирования, сельского хозяйства и рыболовства Страны Басков (2009—2012)[252].
- Ялич, Франц (93) — священник-иезуит, автор книг о христианской духовности[253].

## 12 февраля

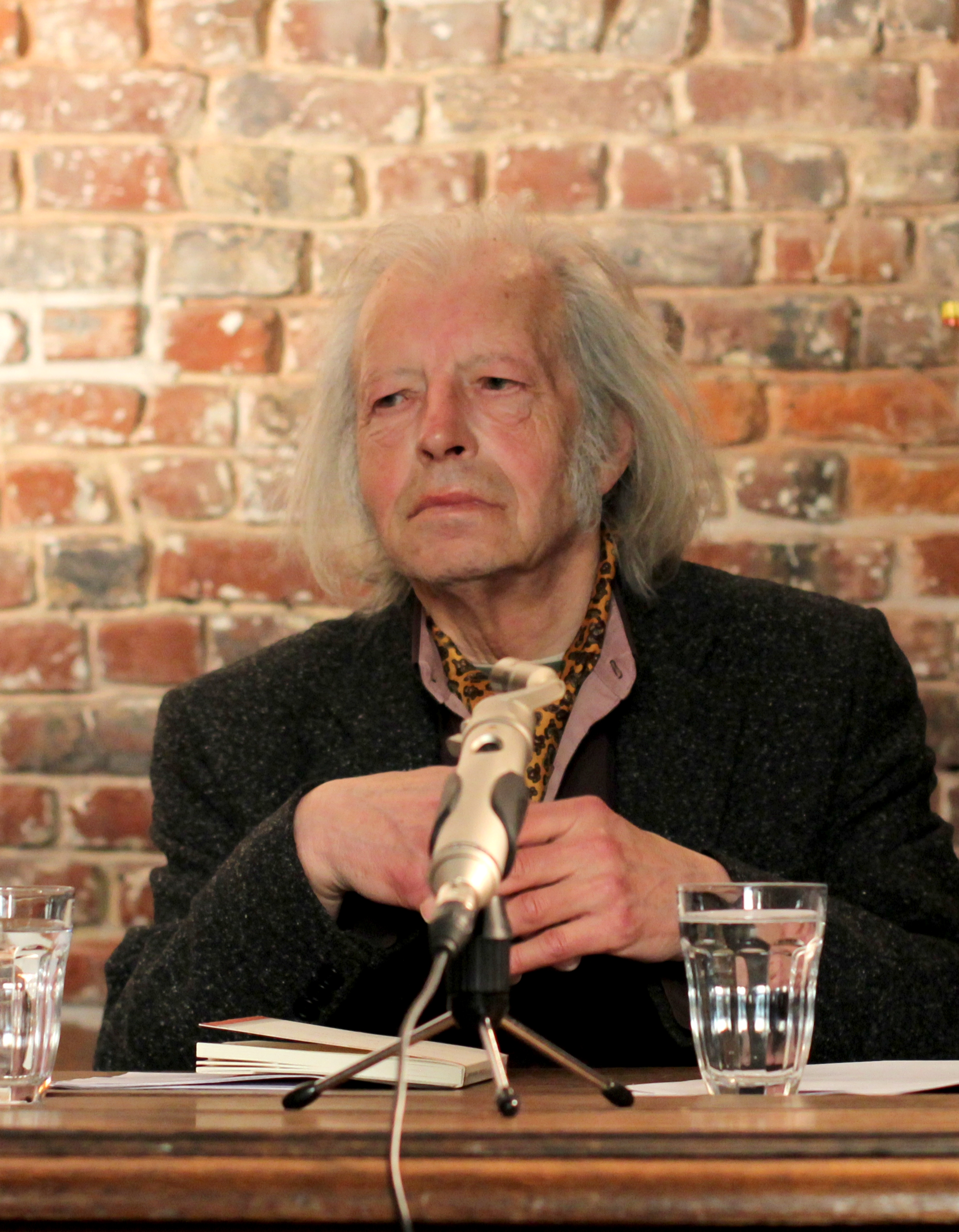
Жак Крикийон

- Башинджагян, Евгений Артёмович (96) — советский государственный и хозяйственный деятель, заместитель и первый заместитель министра автомобильной промышленности СССР (1972—1986)[254].
- Вагнер, Карло (67) — люксембургский государственный деятель, министр здравоохранения (1999—2004)[255].
- Валкман, Олег Владимирович (52) — актёр театра, кино и сериалов[256].
- Виркхаус, Тааво (86) — эстонско-американский композитор и дирижёр (о смерти объявлено в этот день)[257].
- Горжени, Зденек (91) — чехословацкий журналист и политический деятель, президент Чехословацкого Союза журналистов, главный редактор Rudé právo (1983—1989)[258].
- Грейвс, Милфорд (79) — американский джазовый барабанщик (Нью-Йоркский арт-квартет)[259].
- Гуити, Сельсо (65) — гондурасский футболист, участник чемпионата мира в Испании (1982)[260].
- Изотта, Паоло (70) — итальянский музыковед и писатель[261].
- Козлов, Виктор Викторович (63) — российский гитарист, композитор и музыкальный педагог, заслуженный артист Российской Федерации (1997), профессор Южно-Уральского государственного института искусств им. П. И. Чайковского[262].
- Крикийон, Жак (80) — бельгийский писатель[263].
- Мейстер, Виктор Викторович (73) — казахстанский государственный деятель, глава Аркалыкской городской администрации (1990—1992)[264].
- Невинский, Валерий Валентинович (70) — советский и российский правовед, доктор юридических наук, профессор, заслуженный юрист Российской Федерации[265].
- Нив, Руперт (94) — британский инженер-электронщик и предприниматель, пионер в разработке профессионального звукозаписывающего оборудования, основатель компании Neve Electronics[266].
- Пеннок, Кристофер (76) — американский актёр[267][268].
- Риччи, Хорхе (74) — аргентинский актёр и сценарист[269].
- Тирет, Расс (76) — американский руководитель музыкальной индустрии, президент и генеральный директор Warner Records (1995—2001)[270].
- Топчиев, Дмитрий Александрович (80) — советский и российский химик, доктор химических наук (1973), профессор, сын А. В. Топчиева[271].
- Фельдман, Олег Максимович (83) — советский и российский театровед[272].
- Хетагуров, Ярослав Афанасьевич (94) — советский и российский учёный в области информационно-управляющих систем и цифровой вычислительной техники, лауреат Ленинской премии (1974), Премии Совета Министров СССР (1982)[273].
- Хименес Рико, Антонио (82) — испанский кинорежиссёр и киносценарист[274].

## 11 февраля

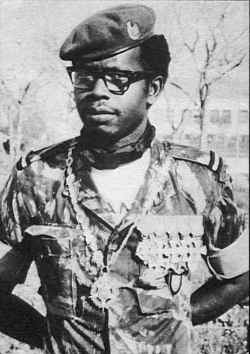
Марселину Да Мата

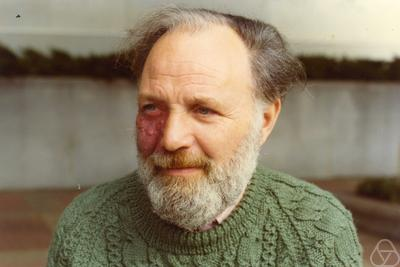
Изадор Зингер

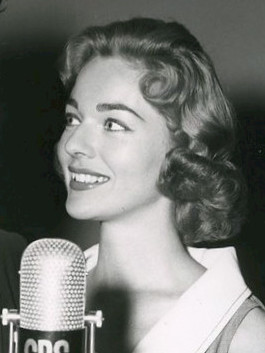
Джоан Уэлдон

- Венжер, Наталия Яковлевна (88) — советский и российский киновед[275].
- Воробьёв, Борис Иванович (92) — советский и российский кардиолог, доктор медицинских наук (1963), профессор (1966), заслуженный деятель науки РСФСР (1989)[276].
- Джаныбеков, Камчибек Джаныбекович (79) — советский и киргизский организатор транспортной отрасли, директор Бишкекского троллейбусного управления (1973—2006), почётный гражданин города Бишкек[277].
- Да Мата, Марселину (80) — офицер португальской армии, основатель элитного отряда «Командос»[278].
- Джаканде, Латиф (91) — нигерийский государственный деятель, губернатор штата Лагос (1979—1983), министр труда (1993—1998)[279].
- Зингер, Изадор (96) — американский математик, лауреат премии Стила (2000) и Абелевской премии (2004), член Национальной академии наук США (1968)[280].
- Кабирлинский, Кямал Акбар оглы (85) — советский и азербайджанский деятель образования, заведующий кафедрой физического воспитания и спорта Азербайджанского медицинского университета (с 1969)[281].
- Калнынь, Людмила Эдуардовна (94) — советский и российский языковед-славист, доктор филологических наук (1976), сотрудник Института славяноведения РАН[282].
- Калояннис, Андонис (80) — греческий певец[283].
- Кондратьев, Вадим Петрович (79) — советский и российский театральный режиссёр и актёр[284].
- Копфф, Антони (76) — польский композитор[285].
- Кривошеенко, Лев Сергеевич (85) — советский и российский поэт[286].
- Мехия, Родриго (45) — мексиканский актёр[287].
- Моррилл, Ровена (76) — американская художница и иллюстратор фэнтезийных и научно-фантастических книг[288].
- Насибов, Михаил Николаевич (67) — советский и российский спортивный врач[289].
- Невес, Хавьер (67) — перуанский государственный деятель, министр труда и содействия занятости (2004—2005)[290].
- Рамирес, Рубен Альфонсо (84) — гватемальский государственный деятель, министр образования (2015—2016)[291].
- Робертсон, Лесли (92) — американский инженер, ведущий инженер-конструктор башен-близнецов первоначального Всемирного торгового центра в Нью-Йорке[292].
- Рохана, Джаялал (56) — шри-ланкийский актёр, режиссёр и сценарист[293].
- Стёпин, Александр Александрович (68) — российский хореограф-постановщик в фигурном катании, заслуженный тренер России (2000)[294].
- Тюрин, Владимир Фёдорович (72) — советский и российский конструктор оружия, начальник отдела конструкторского подразделения АО Конструкторское бюро приборостроения, лауреат Премии Правительства Российской Федерации[295].
- Уэлдон, Джоан (90) — американская актриса[296].

## 10 февраля

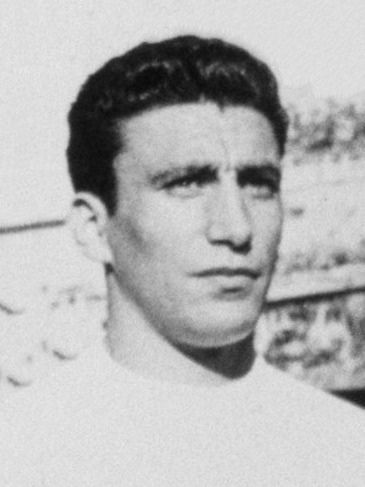
Пачин

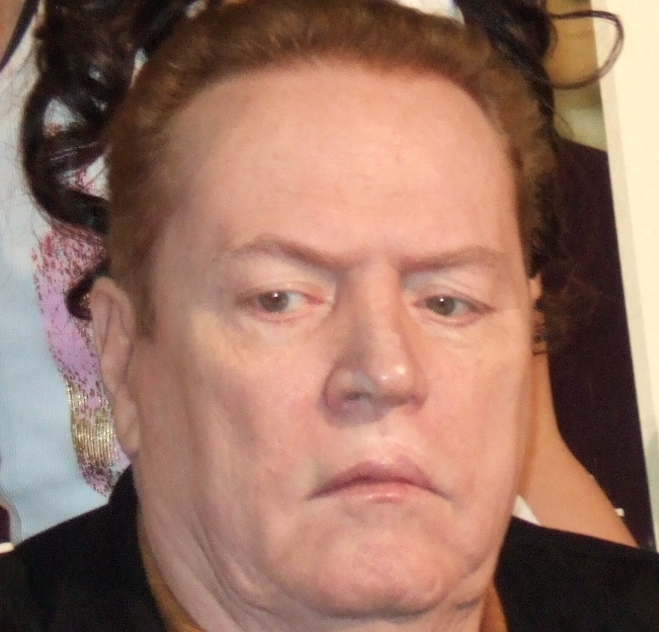
Ларри Флинт

- Азизов, Алиджан (67) — советский и азербайджанский актёр, заслуженный артист Азербайджана (2000)[297].
- Белоусов, Вячеслав Васильевич (71) — советский и российский журналист и издатель, основатель и глава издательского дома «Северная неделя», заслуженный работник культуры России (2004)[298].
- Бергер, Брюс (82) — американский писатель и пианист[299].
- Гамкрелидзе, Тамаз Валерианович (91) — советский и грузинский языковед, академик (1974) и президент (2005—2013) АН Грузинской ССР/НАН Грузии, академик РАН (1991; академик АН СССР с 1984)[300].
- Гончарук, Пётр Никифорович (82) — советский передовик промышленного производства, Герой Социалистического Труда (1980) (о смерти объявлено в этот день)[301].
- Данчич, Горан (58) — сербский киноактёр[302].
- Джакович, Петар (74 или 75) — сербский писатель и государственный деятель[303].
- Дхур, Люк (92) — бельгийский государственный деятель, министр социального обеспечения (1976—1977), министр здравоохранения и окружающей среды (1977—1980, 1980—1981)[304]
- Дэвис, Дай (72) — валлийский футболист, игрок сборной Уэльса по футболу (1975—1982)[305].
- Жунич, Драгомир (65 или 66) — сербский спортивный журналист[306].
- Зусер, Юрий Михайлович (91) — советский спортсмен, дзюдоист и тренер. Заслуженный тренер УССР[307].
- Корасон, Альберто (79) — испанский художник и график[308].
- Красотин, Алексей Павлович (100) — советский и русский театральный актёр, артист Чувашского русского драматического театра, народный артист РСФСР (1987)[309].
- Кристиансон, Денни (80) — американский джазовый трубач и аранжировщик[310].
- Ливерани, Маурицио (92) — итальянский кинорежиссёр, киносценарист и публицист[311].
- Морель, Хорхе (89) — аргентинский композитор и гитарист[312].
- Пачин (82) — испанский футболист, игравший за национальную сборную, и тренер[313].
- Пелин, Павел (72) — советский и молдавский писатель[314].
- Флинт, Ларри (78) — американский издатель, глава фирмы Larry Flynt Publications[315].
- Шустер-Шевц, Гинц (94) — лужицкий филолог-славист, сорабист, директор Института сорабистики (1964—1992)[316].

## 9 февраля

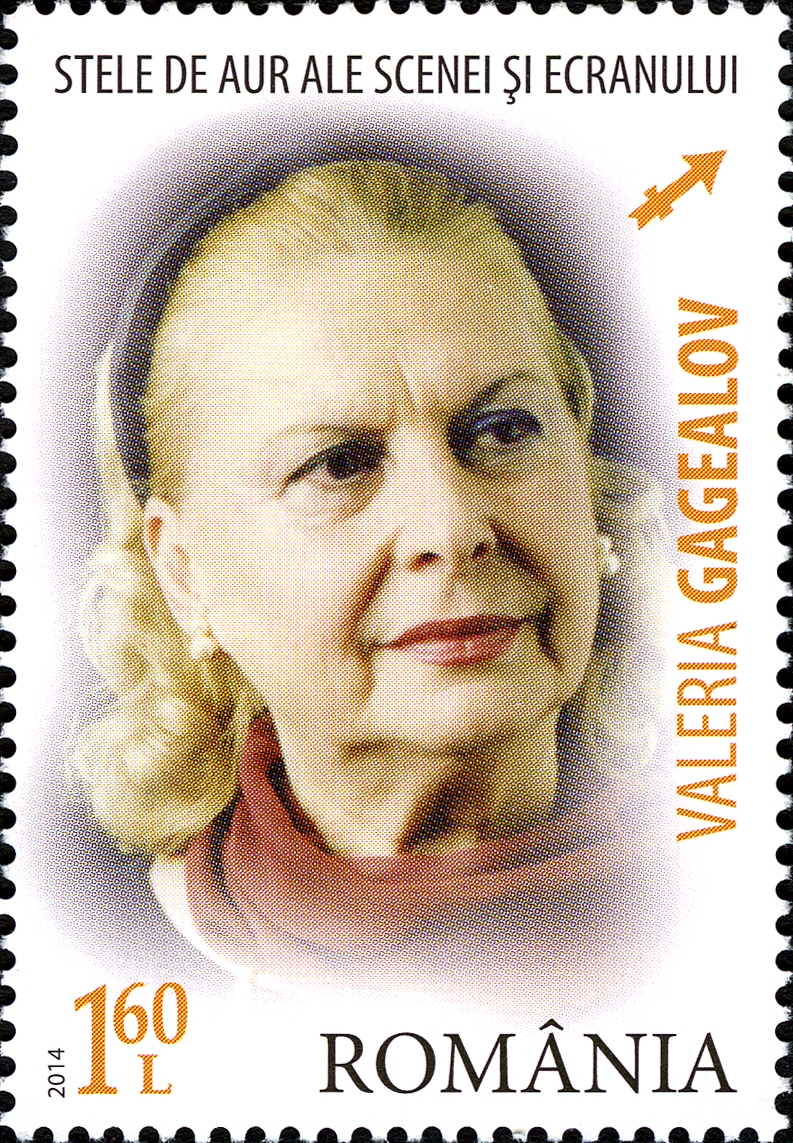
Валерия Гаджалов

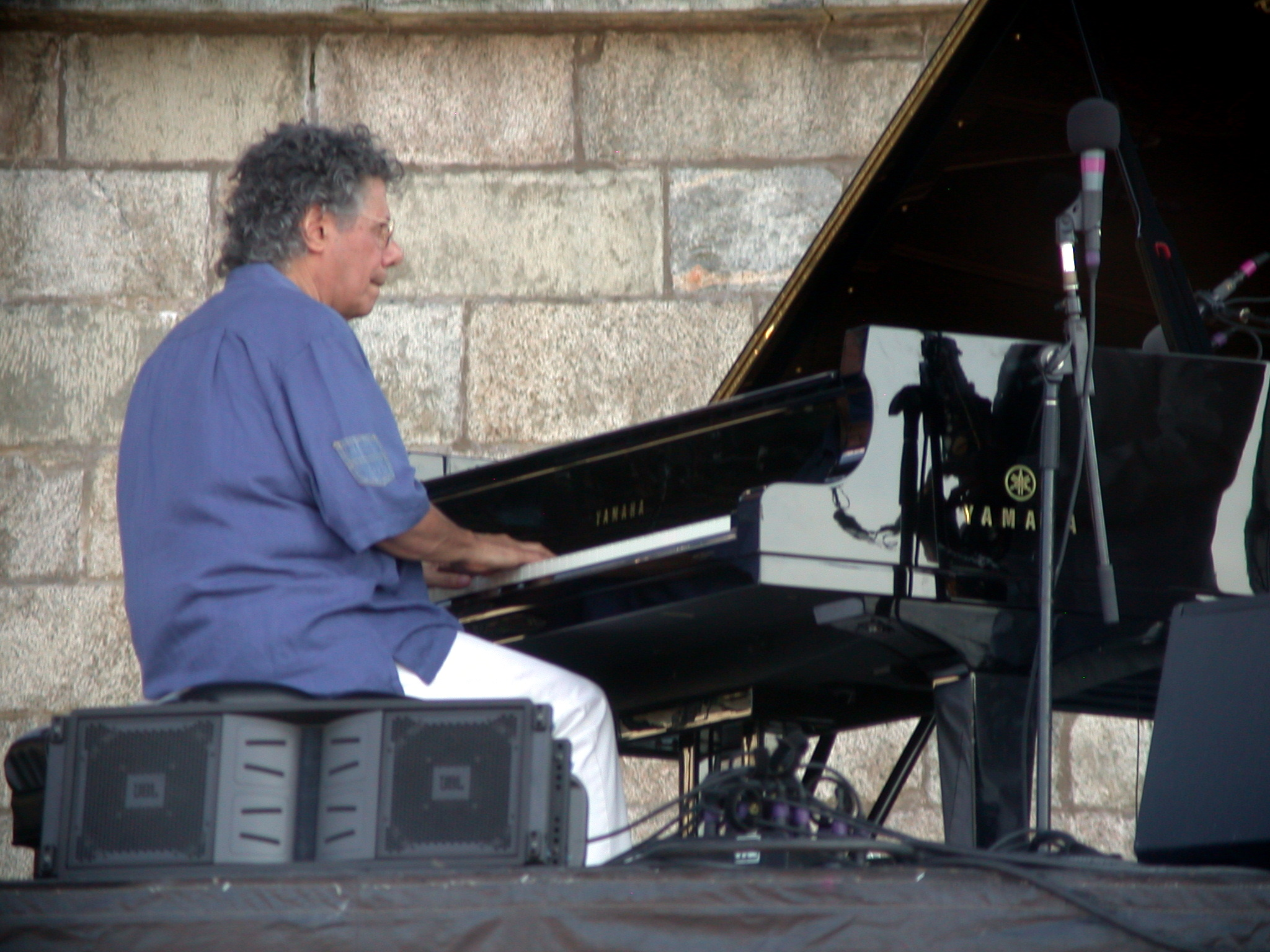
Чик Кориа

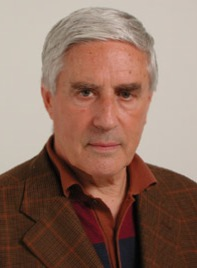
Франко Марини

- Ансалди, Марилена (86) — бразильская танцовщица, хореограф и киноактриса[317].
- Араева, Людмила Алексеевна (74) — советский и российский лингвист, доктор филологических наук, профессор[318].
- Блинов, Александр Иванович (66) — советский и российский спортсмен-конник, чемпион летних Олимпийских игр в Москве (1980)[319].
- Бородянский, Георгий Эмильевич (61) — российский поэт, журналист и правозащитник[320].
- Валек, Андрей (66) — словацкий драматург[321].
- Гаджалов, Валерия (89) — румынская актриса[322].
- Горбунов, Юрий Васильевич (88) — советский и российский художник[323].
- Зморович, Юрий Валентинович (74) — советский и украинский композитор, художник, поэт, актёр и режиссёр[324].
- Зухуриддинзода, Имом Шарофиддин (65) — таджикский учёный и дипломат, доктор исторических наук, профессор Таджикского национального университета, посол Таджикистана в Афганистане (2008—2020)[325].
- Изюмов, Юрий Петрович (88) — советский и российский журналист и редактор, общественный деятель, первый заместитель главного редактора «Литературной газеты» (1980—1990)[326].
- Искьердо, Иван (83) — аргентинский и бразильский нейробиолог[327].
- Капур, Раджив (58) — индийский киноактёр, продюсер и режиссёр, сын Раджа Капура[328].
- Класинц, Лео (83) — хорватский химик, действительный член Хорватской академии наук и искусств (2004)[329].
- Колмаш, Йозеф (87) — чешский китаевед и тибетолог[330].
- Кориа, Чик (79) — американский джазовый пианист[331].
- Мараньян, Жозе (87) — бразильский политический деятель, депутат парламента (1983—1994), сенатор (2003—2009) и губернатор штата Параиба (1995—2002, 2009—2011[332].
- Марини, Франко (87) — итальянский государственный деятель, министр труда и социальных дел (1991—1992), член (2006—2013) и президент (2006—2008) Сената, депутат Европейского парламента (1999—2004)[333].
- Михасик, Анатолий Иванович (76) — советский и российский театральный актёр, артист Вологодского областного театра драмы и Вологодского театра для детей и молодёжи[334].
- О'Грейди, Рина (66) — ирландская актриса[335].
- Тальвик, Тиина (82) — советский и эстонский педиатр[336].
- Шереметьев, Борис Евгеньевич (76) — советский и российский писатель[337].

## 8 февраля

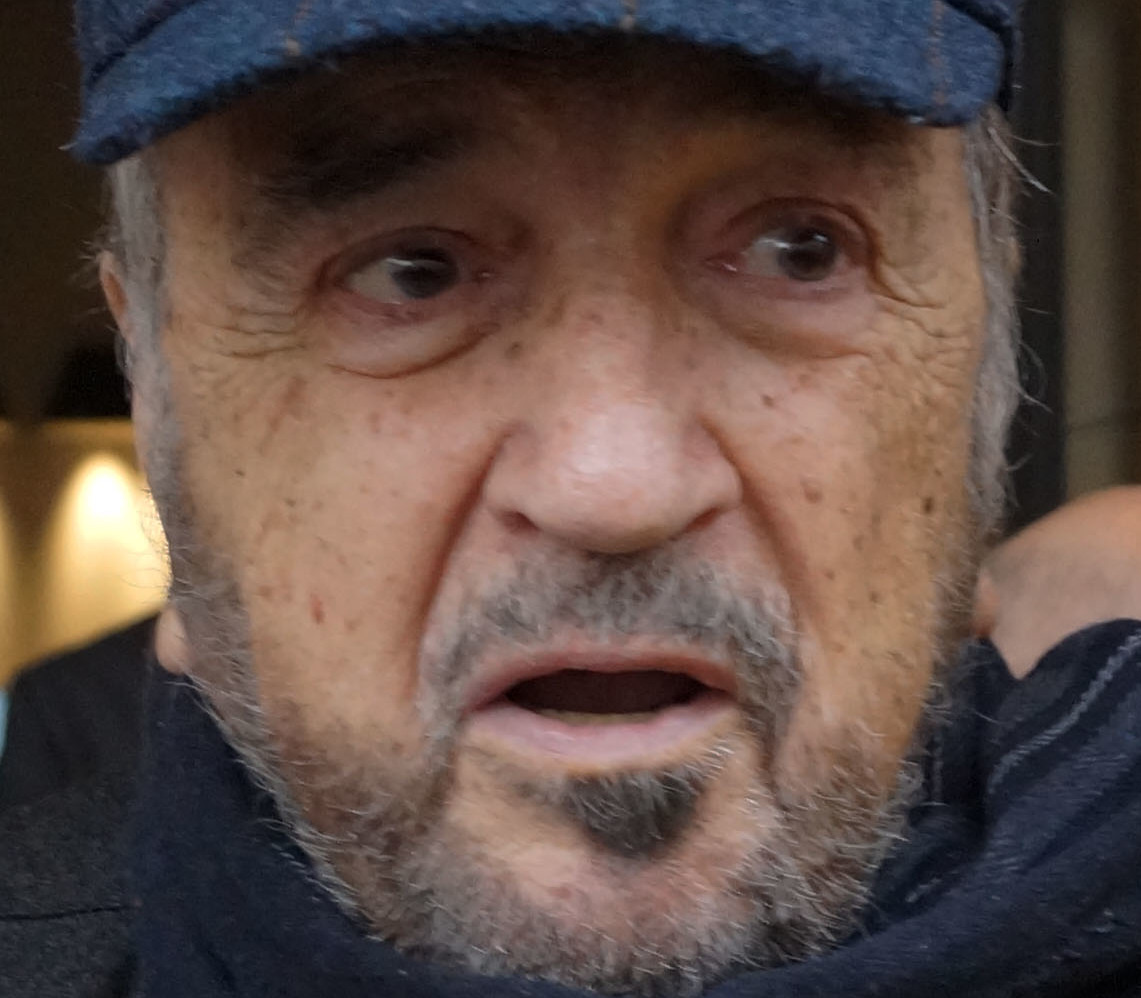
Жан-Клод Каррьер

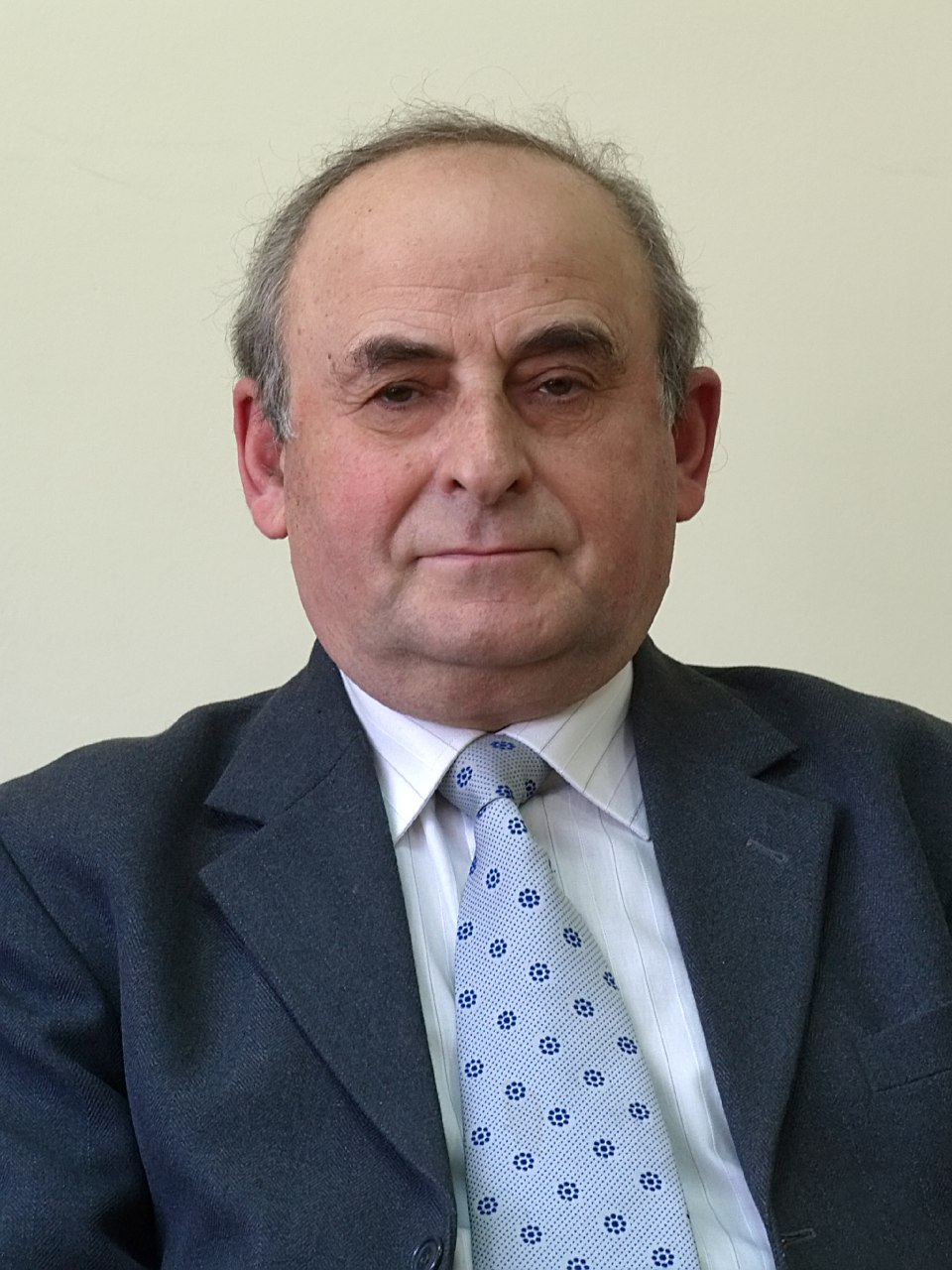
Аркадий Маневич

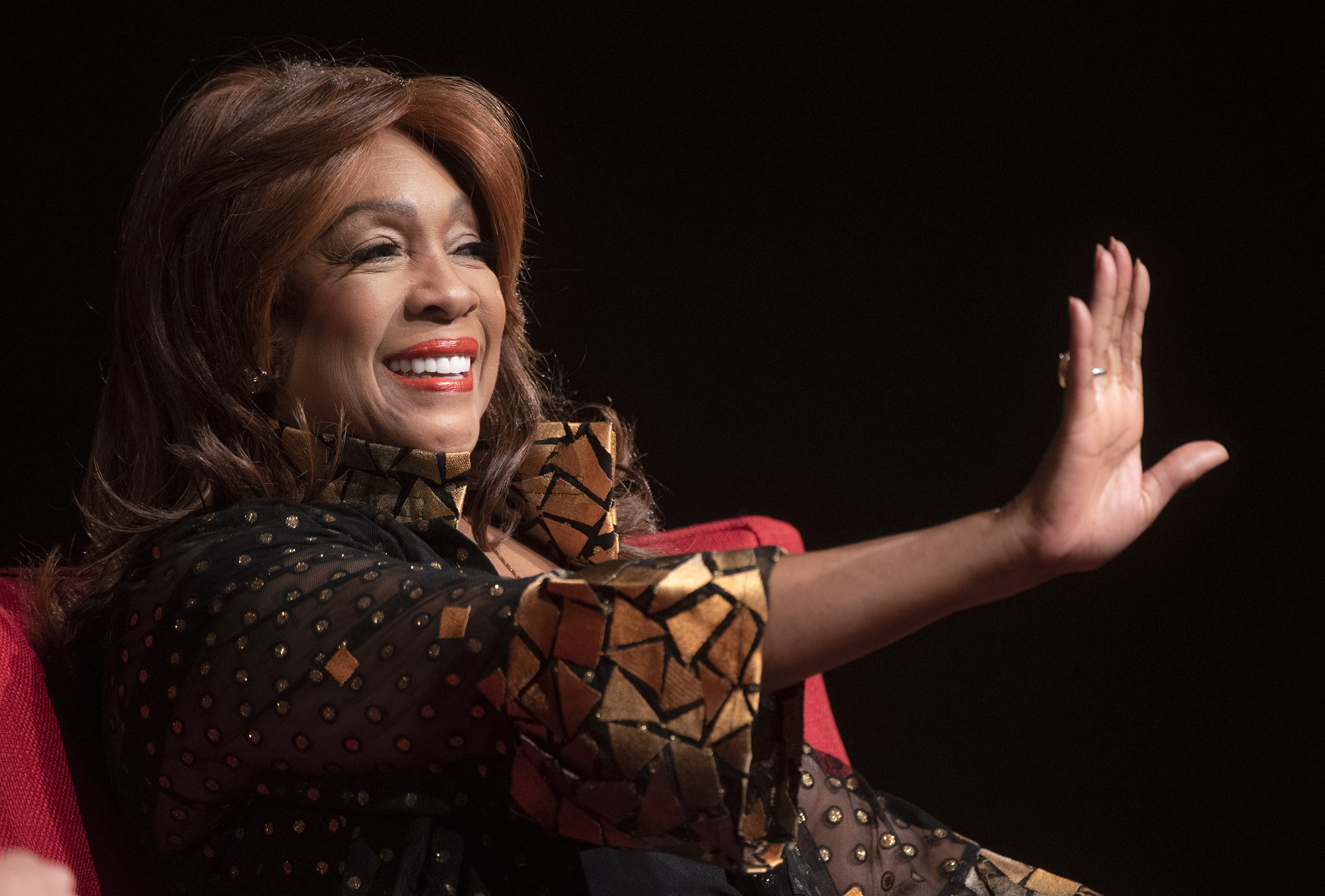
Мэри Уилсон

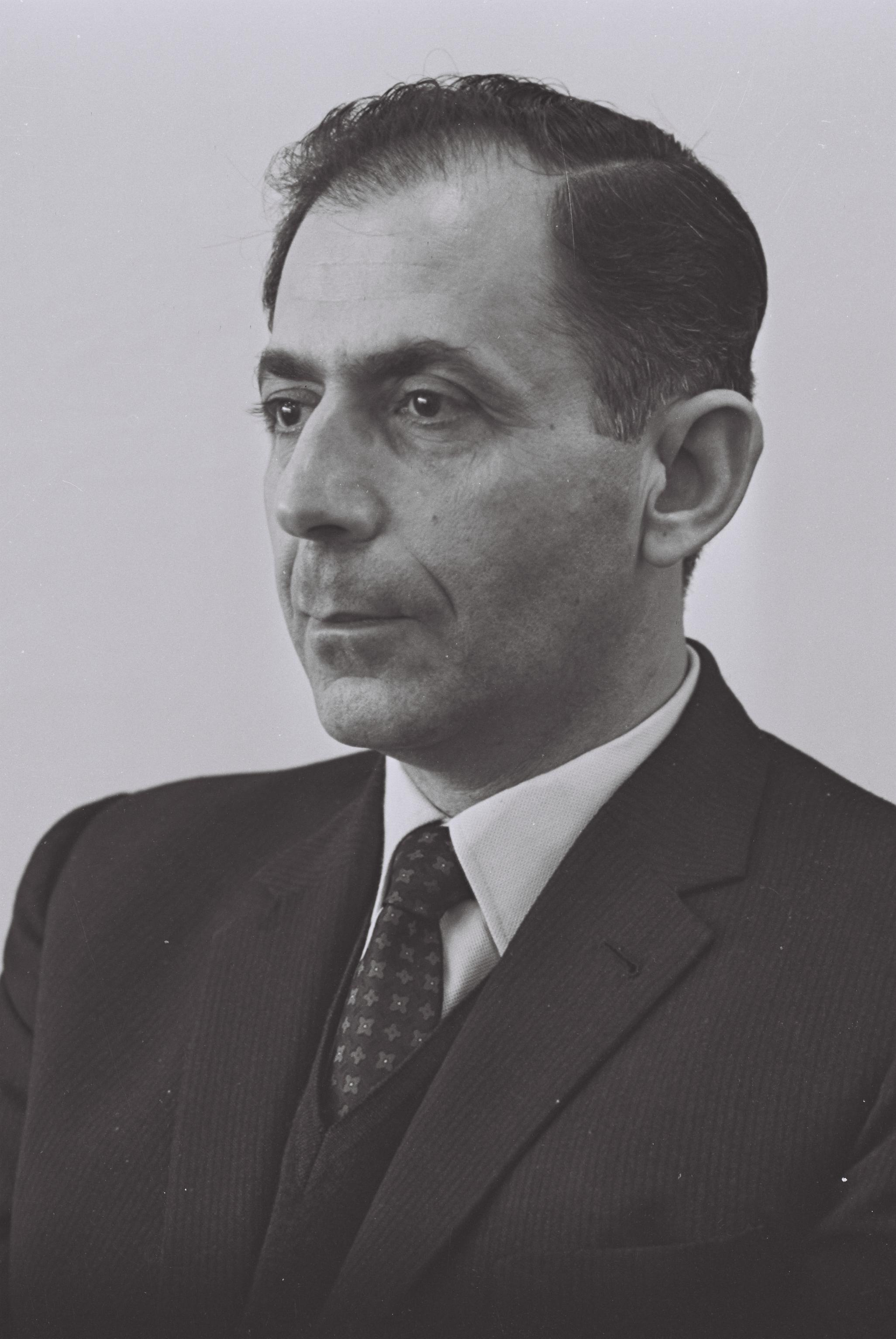
Шломо Хилель

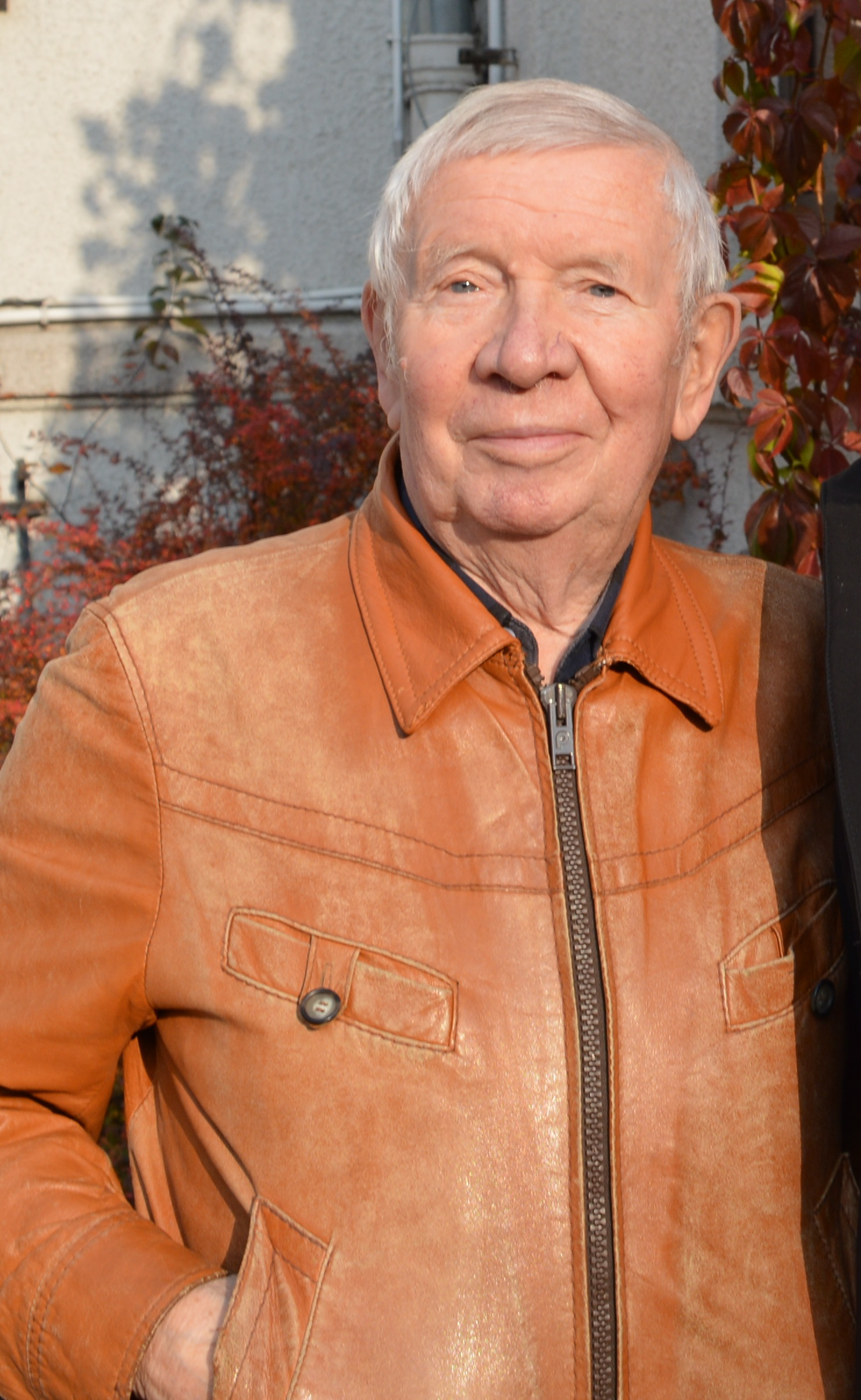
Михал Шевчик

- Аккучукова, Роза Сабирьяновна (70) — советская и российская певица, народная артистка Башкортостана (2009)[338].
- Берёзкин, Виктор Григорьевич (89) — советский и российский физикохимик, доктор химических наук (1969), профессор (1973), заслуженный деятель науки Российской Федерации (2002)[339].
- Вадер, Элс (Елизавета Вадер) (61) — нидерландская легкоатлетка (бег), участница летних Олимпийских игр (1980, 1984, 1988)[340].
- Закорюкин, Владимир Михайлович (84) — советский и украинский военный деятель, генерал-майор в отставке[341].
- Зияабади, Сейед Мухаммад (92) — иранский аятолла[342].
- Каррьер, Жан-Клод (89) — французский писатель и сценарист[343].
- Каттоне, Освальдо (88) — аргентинский театральный актёр, драматург и режиссёр[344].
- Копчиньский, Адам Якуб (73) — польский хоккеист, участник Зимних Олимпийских игр 1972 года в Саппоро[345].
- Коржакова, Людмила Николаевна (73) — советская и российская оперная певица, солистка Нижегородского театра оперы и балета, заслуженная артистка РСФСР (1982)[346].
- Котляр, Олег Иванович (77) — советский партийный деятель, первый секретарь Ворошиловградского городского комитета КПУ Ворошиловградской области (1986—1987)[347].
- Кофарджиева, Гергана (88) — болгарская актриса[348].
- Кунхожаев, Нажман Разахович (91) — советский и казахстанский педагог, учёный, общественный деятель, доктор исторических наук, ректор Гурьевского педагогического института (1983—1986)[349].
- Леонтьев, Анатолий Павлович (86) — советский партийный деятель, первый секретарь Омского обкома КПСС (1989—1990)[350].
- Маневич, Аркадий Исаакович (81) — советский и украинский учёный в области механики, доктор технических наук (1989), профессор (1991)[351].
- Моложаев, Игорь Ильич (83) — советский и российский военачальник, начальник Серпуховского высшего военного командно-инженерного училища РВСН имени Ленинского комсомола, генерал-майор в отставке (1987—1993)[352].
- Морияма, Сюитиро (86) — японский киноактёр[353].
- Муев, Борис Доляевич (76) — советский и российский государственный деятель, первый секретарь Калмыцкого обкома КПСС (1990—1991)[354].
- Обейд, Жан (81) — ливанский политический деятель, министр иностранных дел и миграции Ливана (2003—2004)[355].
- Орешета, Михаил Григорьевич (69) — советский и российский краевед-поисковик, историк, писатель, публицист[356].
- Рахманов, Николай Николаевич (88) — советский и российский фотожурналист[357].
- Соуэлл, Энтони (61) — американский серийный убийца[358].
- Уилсон, Мэри (76) — американская певица (The Supremes)[359].
- Хилель, Шломо (97) — израильский дипломат и государственный деятель, министр внутренних дел (1974, 1976—1977) и внутренней безопасности (1969—1977), спикер кнессета (1984—1988)[360].
- Шантуров, Анатолий Григорьевич (90) — советский и российский медицинский работник, доктор медицинских наук, профессор ИГМУ[361].
- Шевчик, Михал (86) — польский актёр[362].

## 7 февраля

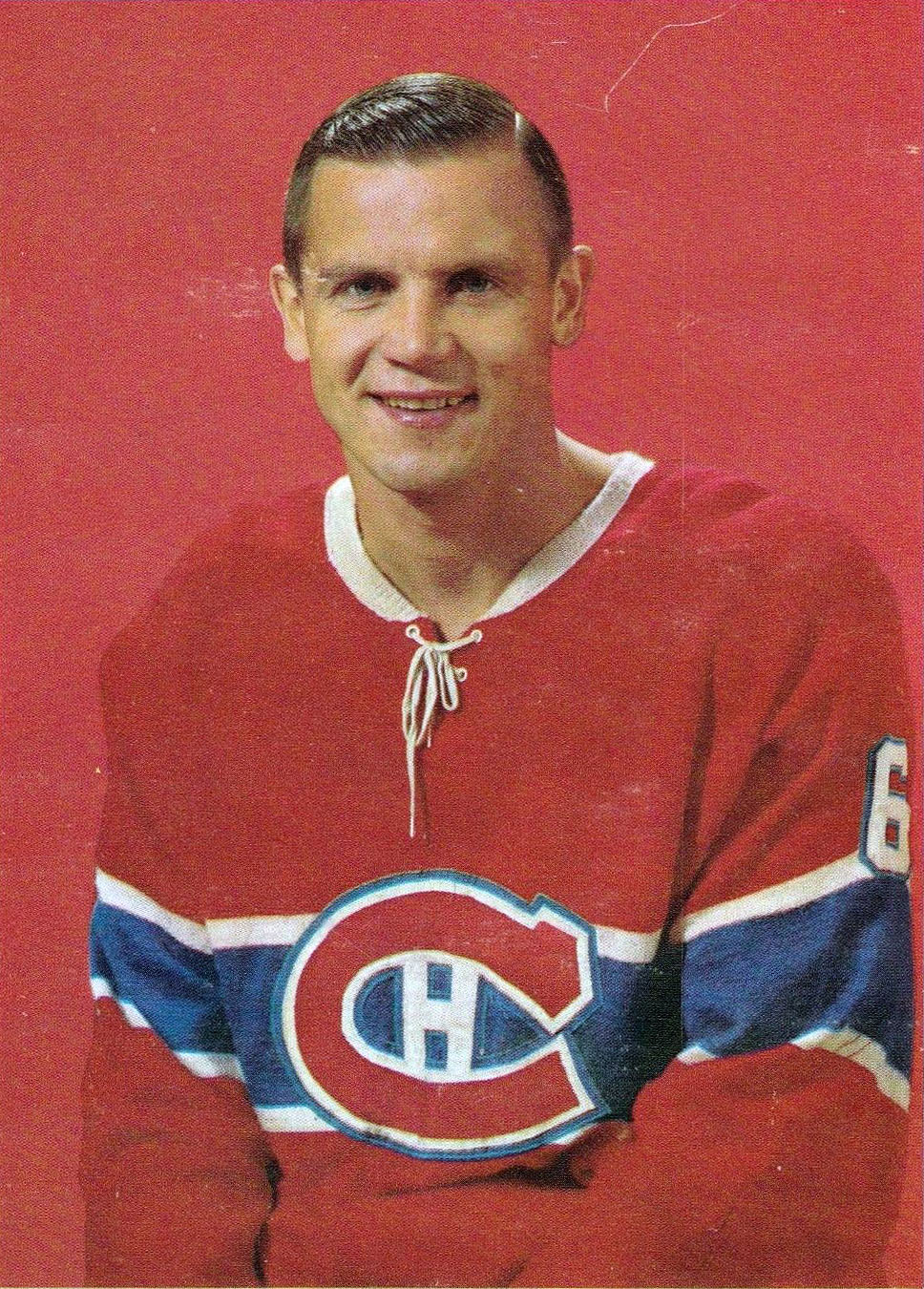
Ральф Бекстром

Николай Казакевич

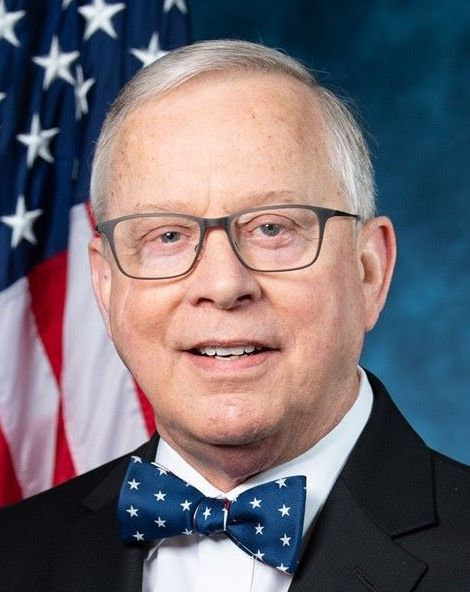
Рон Райт

- Авдеев, Фёдор Степанович (70) — советский и российский организатор высшей школы, ректор Орловского государственного университета (1992—2013)[363].
- Акопов, Вил Иванович (90) — советский и российский медицинский работник, доктор медицинских наук, профессор[364].
- Али, Ахтар (81) — индийский теннисист и тренер[365].
- Бекстром, Ральф (83) — канадский хоккеист, шестикратный обладатель Кубка Стэнли в составе «Монреаль Канадиенс»[366].
- Бидак, Владимир Степанович (69) — российский художник гжельского народного промысла, заслуженный художник Российской Федерации (2006), член-корреспондент РАХ (2018)[367].
- Жосселен, Жан (81) — французский боксёр, бронзовый призёр чемпионата Европы по боксу в Белграде (1961)[368].
- Зарубин, Михаил Константинович (74) — советский и российский писатель[369].
- Казакевич, Николай Константинович (86) — советский белорусский художник-живописец, заслуженный деятель искусств Белорусской ССР (1988), лауреат государственной премии Республики Беларусь (2000)[370].
- Косев, Атанас (86) — болгарский композитор[371].
- Кузовлев, Анатолий Тихонович (83) — советский и российский организатор сельскохозяйственного производства, Герой Социалистического Труда (1990)[372][373].
- Лэнг, Лесли (95) — ямайский легкоатлет, чемпион летних Олимпийских игр в Хельсинки (1952)[374].
- Осбен, Марио (70) — чилийский футболист, двукратный чемпион Чили (1975, 1977) в составе клуба «Унион Эспаньола»[375].
- Райт, Рон (67) — американский политический деятель, член Палаты представителей США от Техаса (с 2019 года)[376].
- Ротунно, Джузеппе (97) — итальянский кинооператор[377].
- Тлатли, Муфида (73—74) — тунисский кинорежиссёр[378].
- Фейто, Луис (91) — испанский художник[379].
- Чэн Жунши (93) — китайский физикохимик, член Китайской академии наук (1991)[380].
- Элисондо, Рикардо Сильва (67) — мексиканский актёр, мастер дубляжа, музыкальный режиссёр и певец[381].

## 6 февраля

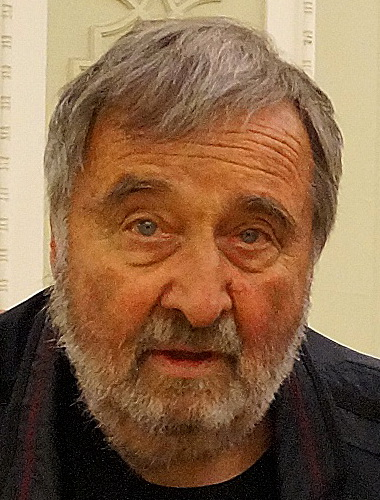
Кшиштоф Ковалевский

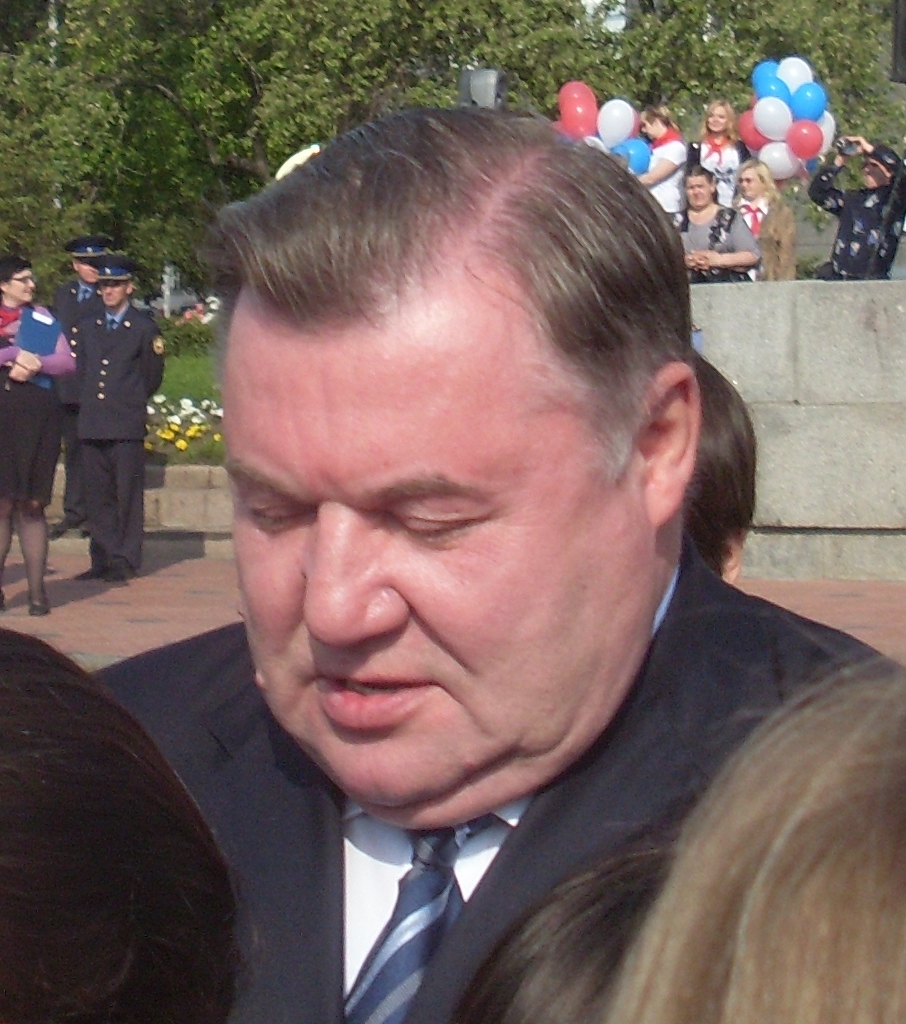
Александр Козлов

Борис Сударышкин

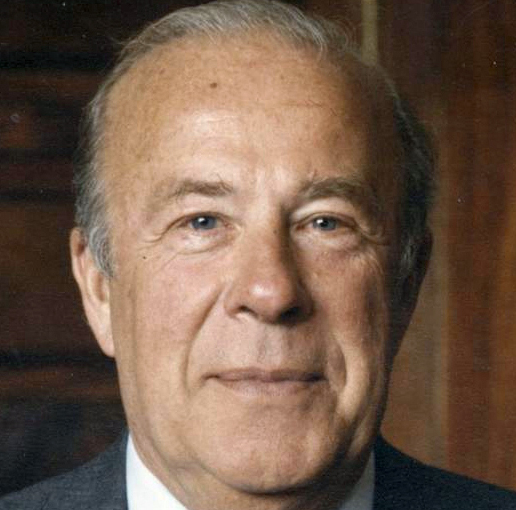
Джордж Шульц

- Даниленко, Анатолий Степанович (67) — украинский экономист, ректор БНАУ (с 2008), академик НААН[382].
- Думитреску, Замфир (74) — румынский художник и политический деятель[383].
- Калмантаева, Вакиля Гатаулловна (72) — советская и российская башкирская актриса[384].
- Ковалевский, Кшиштоф (83) — польский актёр[385].
- Козлов, Александр Петрович (71) — российский государственный деятель, губернатор Орловской области (2009—2014)[386].
- Лузани, Абдельхалек (75) — марокканский футболист и тренер, тренер национальной сборной (1992—1993)[387].
- Маккаффери, Кен (91) — австралийский регбист, чемпион мира (1957)[388].
- Радковский, Александр Николаевич (77) — советский и российский поэт, переводчик[389].
- Романов, Борис Иванович (82) — советский и российский кинорежиссёр, актёр, писатель, поэт[источник не указан 1409 дней]
- Самарасингхе, Миюри (81) — шри-ланкийская киноактриса[390].
- Сударушкин, Борис Михайлович (75) — советский и российский писатель[391].
- Филдер, Гарри (80) — английский актёр[392][393].
- Хуменянски, Йолан (78) — венгерский скульптор[394].
- Чачко, Петер (85) — словацкий искусствовед, публицист и функционер в области культуры, организатор выставок и фестивалей в области книгоиздания[395].
- Шульц, Джордж (100) — американский государственный деятель, государственный секретарь США (1982—1989)[396].

## 5 февраля

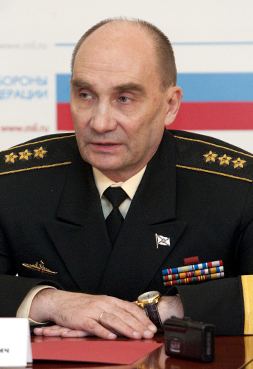
Владимир Высоцкий

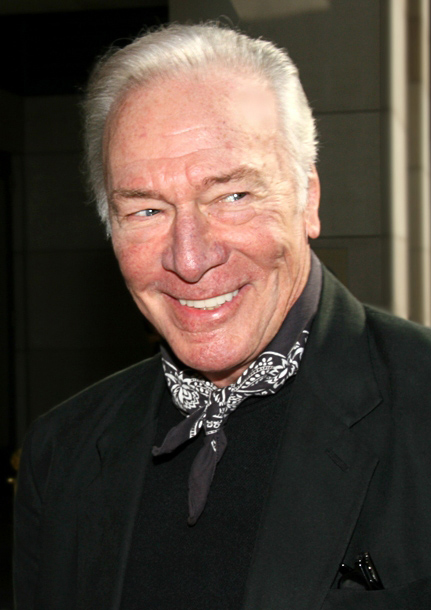
Кристофер Пламмер

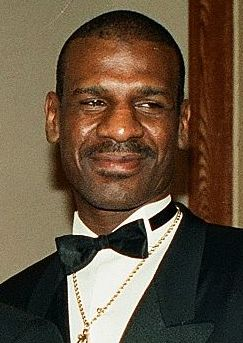
Леон Спинкс

- Беллини, Иза (98) — итальянская актриса и певица[397].
- Бенц, Йозеф (76) — швейцарский бобслеист, чемпион зимних Олимпийских игр в Лейк-Плэсиде (1980)[398].
- Воропанов, Владимир Валентинович (66) — советский и российский искусствовед, директор Вологодской областной картинной галереи (1981—2018), заслуженный работник культуры Российской Федерации (1997)[399].
- Высоцкий, Владимир Сергеевич (66) — российский военачальник, Главнокомандующий ВМФ РФ (2007—2012), адмирал (2006)[400].
- Гавеля, Владимир Леонтьевич (83) — советский и украинский деятель науки, доктор философских наук, директор Николаевского филиала Киевского государственного института культуры (1977—1987)[401].
- Гуринович, Владимир Александрович (86) — советский и российский военный юрист, военный прокурор Среднеазиатского (1982—1987) и Дальневосточного (1987—1992) военных округов, генерал-майор юстиции[402].
- Гринько, Николай Константинович (92) — советский и российский государственный деятель[403].
- Даян, Рут (103) — израильский кутюрье, основатель модного дома Maskit, жена Моше Даяна[404].
- Елохин, Александр Сергеевич (74) — советский и российский режиссёр-кукольник, основатель театра кукол «Арлекин» (Волжский, Волгоградская область), заслуженный артист Российской Федерации (2006)[405].
- Иваненко, Татьяна Васильевна (79) — советская и российская актриса, артистка Театра на Таганке (1966—1999) (тело обнаружено в этот день)[406].
- Маккой, Джек (79) — американский хоккеист[407].
- Машарелли, Джино (80) — итальянский скульптор[408].
- Пещенко, Павел Евстигнеевич (83) — советский и российский государственный деятель, председатель Петрозаводского горисполкома (1986—1990)[409].
- Питьёва, Клара Ефимовна (96) — советский и российский гидрогеолог, доктор геолого-минералогических наук (1976), заслуженный профессор МГУ (2002)[410].
- Пищулина, Клавдия Антоновна (86) — советский и казахстанский востоковед[411].
- Пламмер, Кристофер (91) — канадский актёр театра, кино и телевидения, лауреат премии «Оскар» (2012)[412].
- Реннерт, Ули (60) — австрийский джазовый пианист[413].
- Смирнова, Наталья Анатольевна (66) — российский филолог, доктор филологических наук, профессор КБГУ, писательница[414].
- Спинкс, Леон (67) — американский боксёр, чемпион летних Олимпийских игр в Монреале (1976), чемпион мира (версия WBC, 1978; версия WBA, 1978) в тяжёлой весовой категории[415].
- Сульянов, Анатолий Константинович (93) — советский военный лётчик, писатель и журналист[416].
- Сыров, Анатолий Сергеевич (78) — советский и российский инженер, доктор технических наук, профессор, генеральный конструктор ФГУП МОКБ «Марс» (2009—2017)[417].
- Товуа, Пол (73) — политический деятель Соломоновых Островов, спикер парламента республики, министр природных ресурсов, министр промышленности и бизнеса[418].
- Фреш, Виллем (75) — нидерландский футболист и тренер[419].
- Фьерволь, Даг Йостейн (74) — норвежский политический деятель, министр обороны (1997—1999) и министр транспорта (1999—2000) Норвегии[420].
- Эль-Алали, Эззат (86) — египетский актёр театра и кино[421].

## 4 февраля

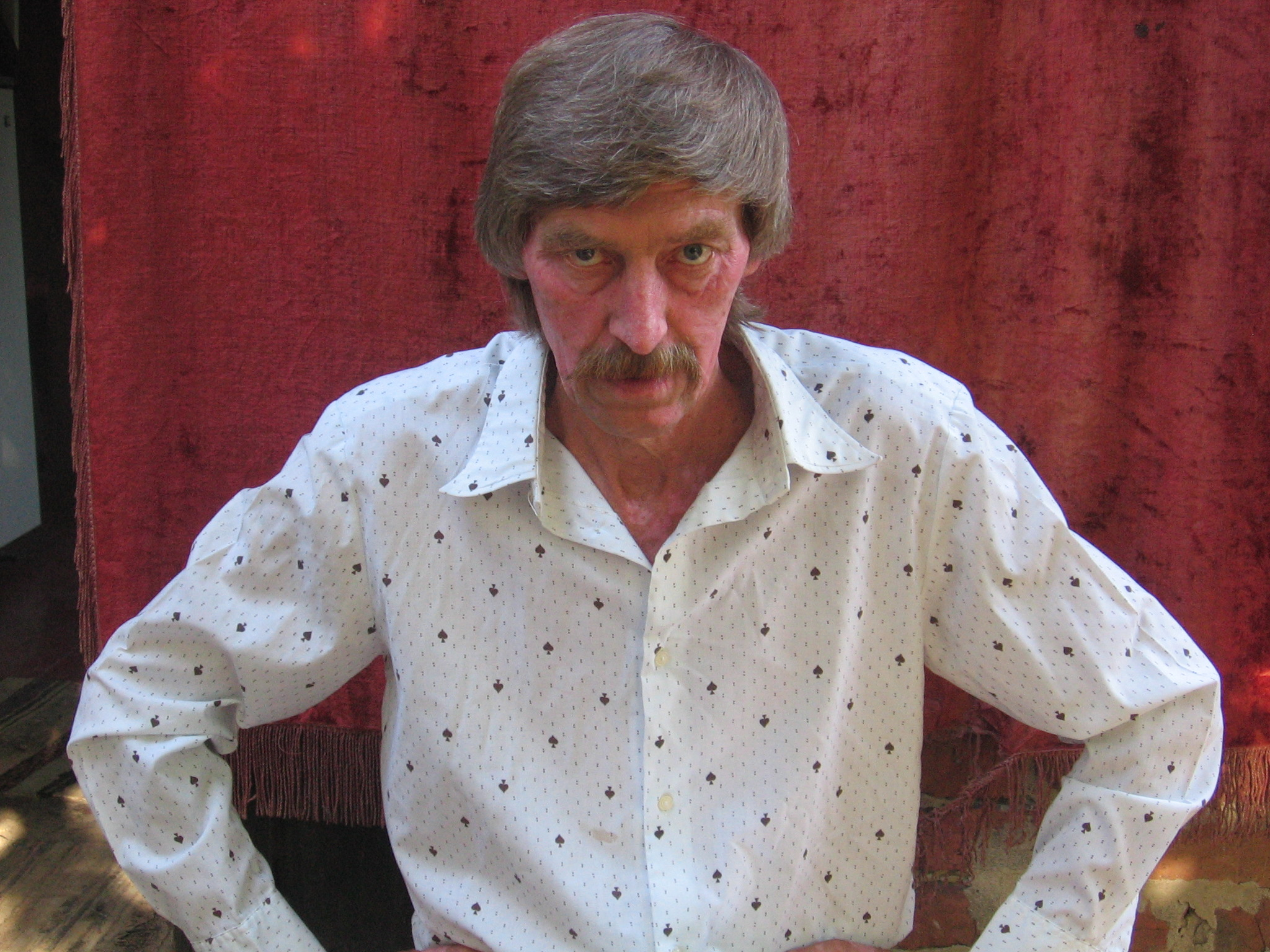
Михаил Зинар

- Альтман, Роберт (74) — американский бизнесмен, соучредитель и генеральный директор компании ZeniMax Media и Bethesda Softworks[422].
- Баранова, Юрате (65) — литовский философ и литературный критик[423].
- Бартолоцци, Паоло (63) — итальянский политический деятель, депутат Европейского парламента (1999—2014)[424].
- Бауде, Франк (84) — шведский политический деятель, председатель Коммунистической марксистско-ленинской партии (революционной)) (1970—1998)[425].
- Бреннер, Рахель (74) — израильская писательница и литературовед[426]
- Букингем, Эмианд Дэвид (91) — британский физик и химик.
- Гарсия, Сантьяго (30) — уругвайский футболист; самоубийство[427].
- Гиря, Иван Яковлевич (87) — советский и российский геолог, лауреат Ленинской премии[428].
- Дарем, Диана (52) — американская спортивная гимнастка[429].
- Джа, Двидженда Нараян (81) — индийский историк[430].
- Забранский, Властимир (84) — чехословацкий и чешский художник[431].
- Зинар, Михаил Афанасьевич (69) — украинский шахматный композитор[432].
- Козубский, Хенрик (109) — польский художник и политический деятель[433].
- Колодин, Пётр Иванович (90) — советский космонавт-испытатель[434].
- Лабин, Робер (80) — канадский политический деятель, мэр Гатино (1988—1994, 1999—2001)[435].
- Леонарди, Чезаре (85) — итальянский архитектор[436].
- Макги, Чарльз (96) — американский художник[437].
- Портер, Нолан (71) — американский певец и автор песен[438].
- Робен, Режина (81) — французский и канадский социолог, член Королевского общества Канады (1988) (о смерти объявлено в этот день)[439].
- Сандерс, Гил (68) — американский певец[440].
- Слим, Локман (58) — ливанский издатель, политический деятель и комментатор; убит[441].
- Фейн, Соломон (94) — новозеландский микробиолог[442].
- Филатов, Николай Николаевич (66) — советский и российский эпидемиолог, главный санитарный врач Москвы (1993—2012), член-корреспондент РАН (2016)[443].
- Харрис Мэтт — американский рок-музыкант The Posies[444].

## 3 февраля

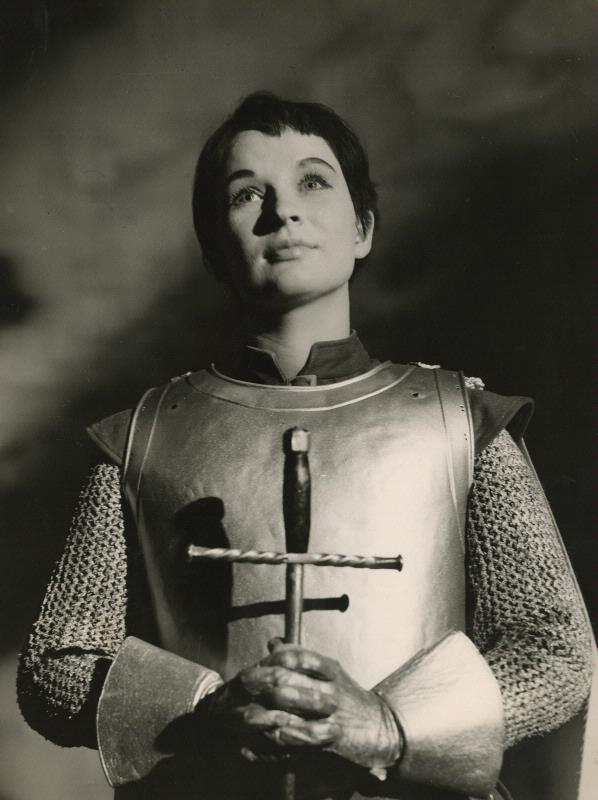
Маргрет Вейверс

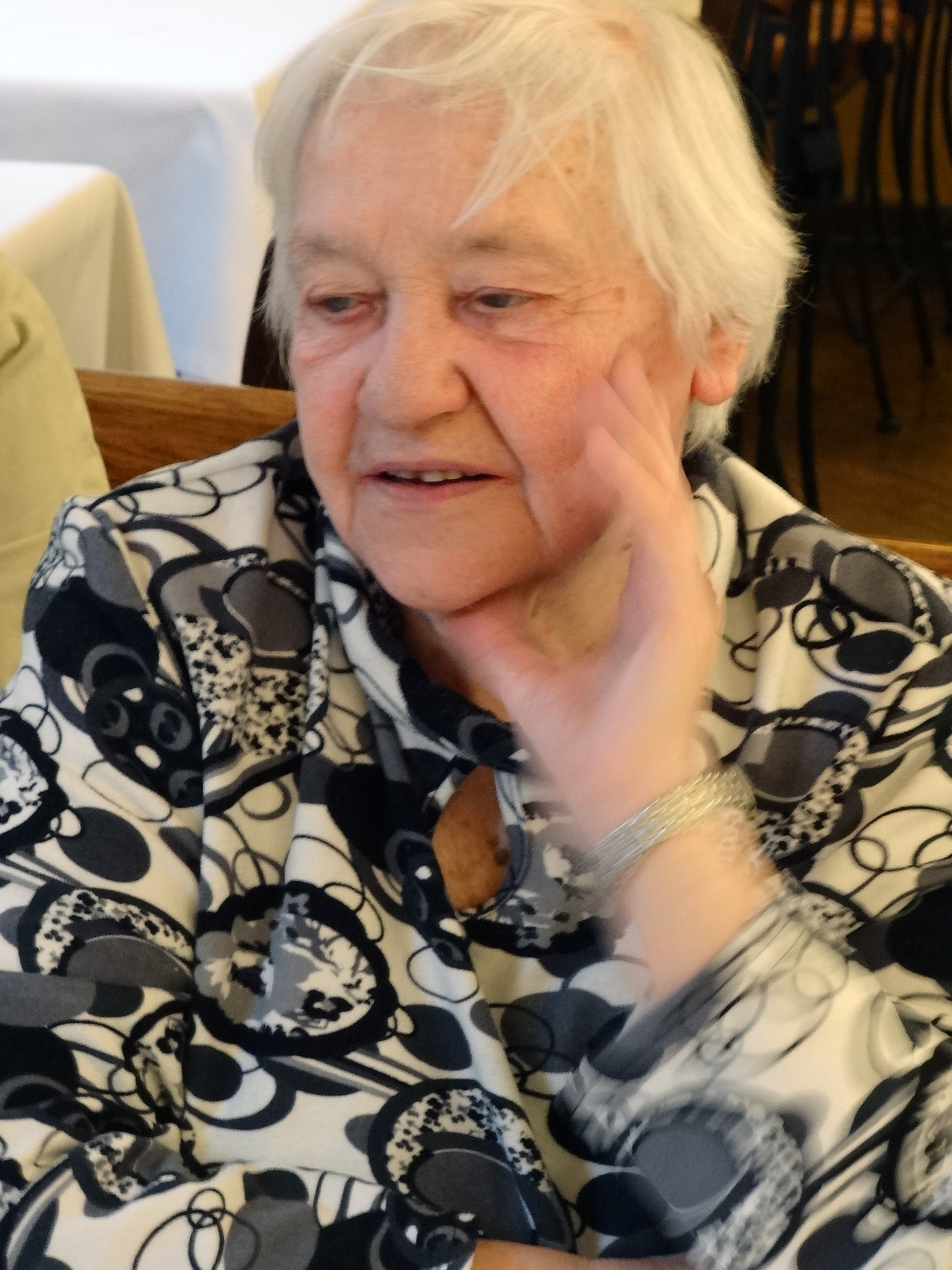
Лидия Зайцева

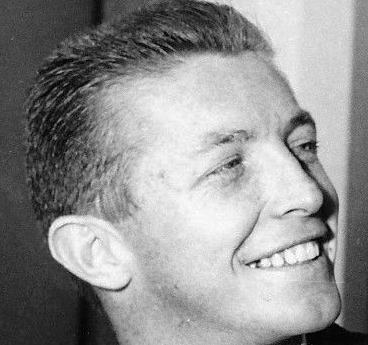
Тони Траберт

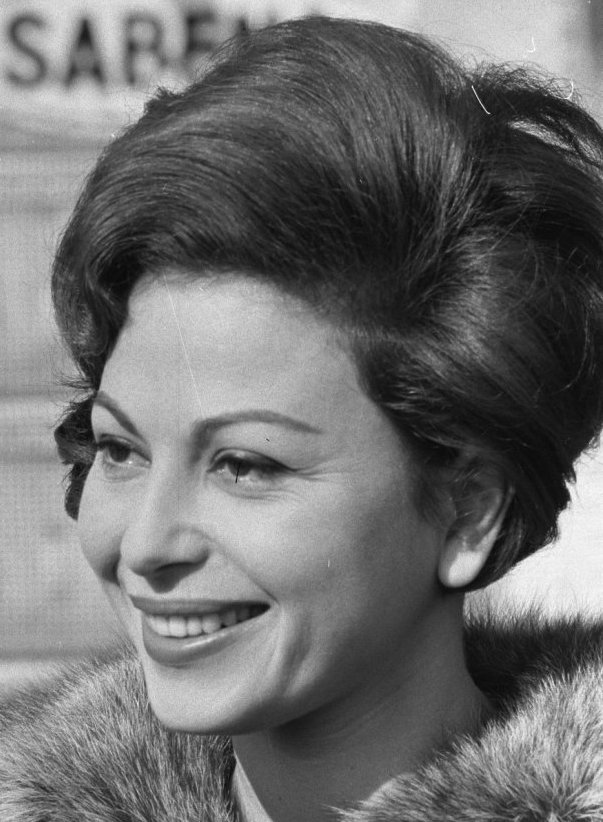
Хайя Харарит

- Ансариан, Али (43) — иранский футболист, игрок национальной сборной[445].
- Бастиат, Жан-Пьер (71) — французский регбист, игрок национальной сборной[446].
- Больди, Бенито (86) — итальянский футболист[447].
- Боржес, Нилсон (79) — бразильский футболист[448].
- Бюлер, Клаус (80) — немецкий политический деятель, депутат Бундестага (1976—2002), председатель ассамблеи Западноевропейского союза (1999—2002)[449]
- Вейверс, Маргрет (94) — шведская актриса[450].
- Вермеш, Альбан (63) — венгерский пловец, серебряный призёр летних Олимпийских игр в Москве (1980)[451].
- Вигдоров, Александр Семёнович (79) — советский и российский актёр[452].
- Гронский, Сергей Владимирович (65) — российский театральный актёр и поэт, артист Мурманского областного драматического театра, заслуженный артист Российской Федерации (2010)[453].
- Де Брюйне, Крис (70) — бельгийский гитарист и певец[454].
- Джерби, Абделькадер — тунисский кинорежиссёр[455].
- Ефименко, Николай Григорьевич (83) — советский и украинский учёный в области сварки и материаловедения, доктор технических наук, профессор НТУ «ХПИ»[456].
- Жуан, Аделаида (99) — португальская актриса[457].
- Зайцева, Лидия Алексеевна (89) — советский и российский киновед, педагог, заслуженный работник культуры РСФСР (1985)[458].
- Зенков, Владимир Яковлевич (61) — советский и российский игрок в хоккей с мячом («Юность» Омск), тренер и арбитр, мастер спорта СССР[459].
- Ибрагимов, Алиджан Рахманович (67) — казахстанский предприниматель, президент АО «Евразийский банк»[460].
- Корбелья, Хоан (76) — испанский психиатр и писатель[461].
- Коробков, Алексей Алексеевич (76) — советский и российский дизайнер, член-корреспондент РАХ (2013)[462].
- Лебон, Патрик (81) — бельгийский режиссёр и сценарист[463].
- Мбайе, Абдулазиз (66) — сенегальский государственный деятель и дипломат, министр культуры Сенегала (2012—2020)[464].
- Меризио, Пепи (90) — итальянский фотограф и фоторепортёр[465].
- Мухин, Алексей Петрович (75) — советский и российский художник[466].
- Ниенхейс, Артур (79) — американский гематолог[467].
- Овона, Норберт (70) — камерунский футболист[468].
- Омельченко, Геннадий Алексеевич (84) — советский и российский художник, заслуженный работник культуры Российской Федерации (1997)[469].
- Полейко, Вячеслав — советский и российский писатель-сатирик[470].
- Сарасин, Понг (93) — таиландский государственный деятель, заместитель премьер-министра (1988—1990)[471].
- Симон, Жан-Даниэль (78) — французский режиссёр, сценарист и актёр[472].
- Совцов, Сергей Александрович (70) — советский и российский хирург, профессор Южноуральского медуниверситета, заслуженный врач Российской Федерации[473].
- Сосич, Марко (62) — югославский и итальянский писатель[474].
- Траберт, Тони (90) — американский теннисист, теннисный тренер и спортивный комментатор[475].
- Уэзерли, Джим (77) — американский певец и автор песен[476].
- Фини, Энн (69) — американская певица и автор песен[477].
- Харарит, Хайя (89) — израильская актриса[478].
- Чаниа, Терентий Михайлович (83) — советский и абхазский писатель и общественный деятель[479].
- Шадат, Джамали (78) — малайзийский актёр[480].

## 2 февраля

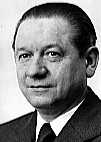
Эдвард Бабюх

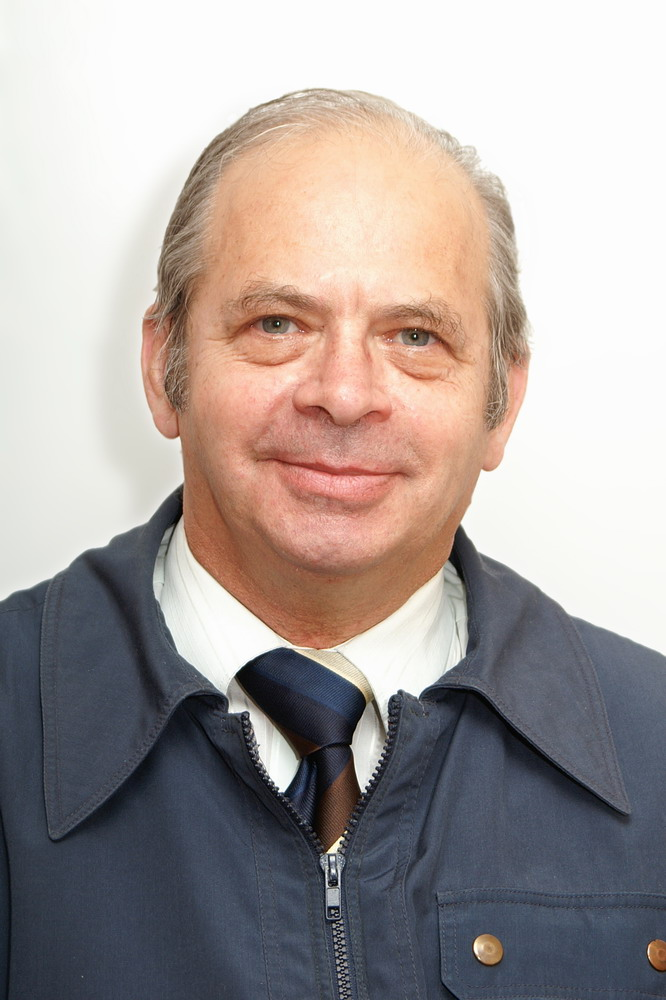
Леонид Гальперин

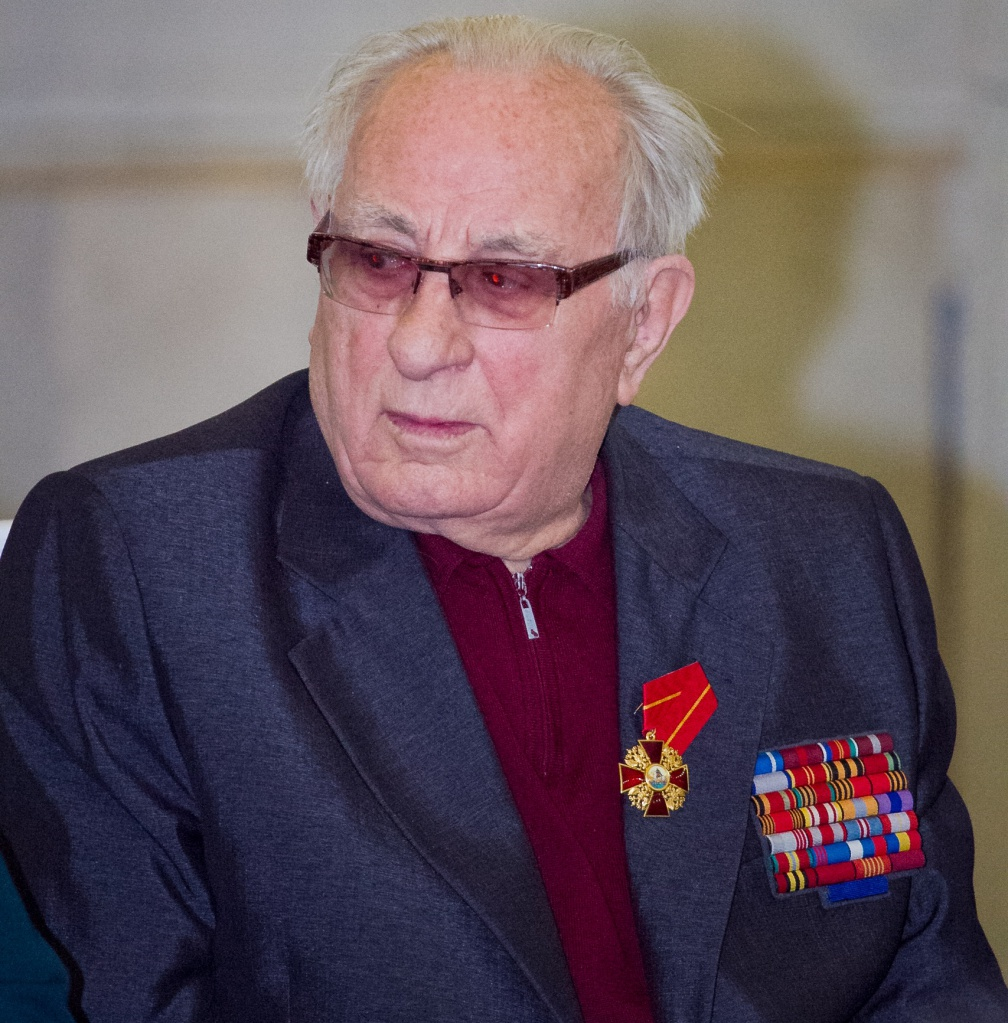
Максим Загорулько

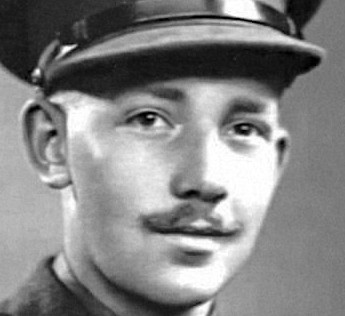
Том Мур

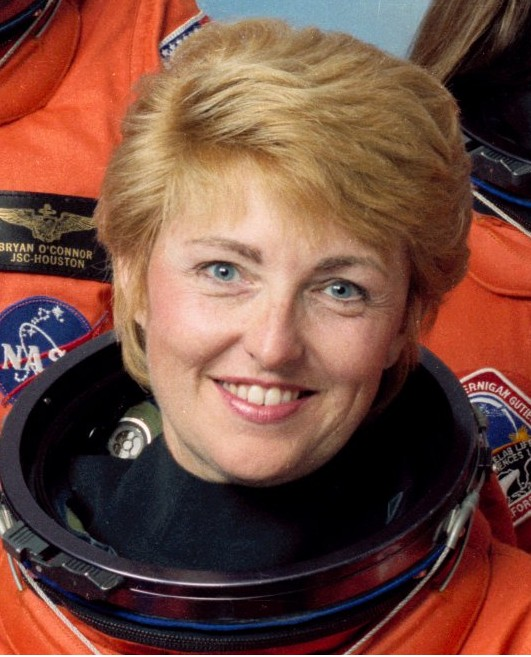
Милли Хьюз-Фулфорд

- Абишев, Хабылсаят Азимбайулы (63) — казахстанский учёный и государственный деятель, депутат Верховного Совета Республики Казахстан [когда?]

[481].
- Бабюх, Эдвард (93) — польский государственный деятель, премьер-министр ПНР (1980)[482].
- Бегматов, Мирзо (97) — советский и таджикский государственный деятель, председатель Кулябского горисполкома [когда?]

[483].
- Бухтояров, Александр Иванович (71) — российский государственный деятель, первый заместитель губернатора Курганской области (1997—2013)[484].
- Варсанов, Сергей Яковлевич (73) — советский и молдавский оперный певец (тенор) и композитор, народный артист Республики Молдова[485].
- Гальперин, Леонид Гдалевич (82) — советский и российский ученый, доктор технических наук, преподаватель и профессор кафедры тепловых процессов УрФУ[486].
- Гимарайнш, Сесилия (93) — португальская актриса[487].
- Глушенков, Станислав Григорьевич (65) — белорусский боксёр и тренер по боксу, судья международной категории, старший тренер национальной сборной Республики Беларусь, заслуженный тренер Беларуси[488].
- Граф, Вальтер (83) — швейцарский бобслеист, бронзовый призёр зимних Олимпийских игр в Гренобле (1968)[489].
- Данн, Питер (91) — британский педиатр[490].
- Доманинска, Лабуша (96) — чешская оперная певица[491].
- Донато, Дэвид (66) — американский певец, известен своим участием в группе Black Sabbath[492].
- Дэйвис, Ренье (79) — американский антивоенный активист, член «чикагской семёрки»[493].
- Загорулько, Максим Матвеевич (96) — советский и российский деятель науки, участник Сталинградской битвы, основатель и первый ректор Волгоградского государственного университета (1980—1995)[494].
- Казакова, Ирана Дмитриевна (92 или 93) — советская и российская тележурналистка, автор текста «Минуты молчания», основательница программы «Время»[495].
- Казанцев, Василий Иванович (85) — советский и российский поэт[496].
- Ким Бо-гён (44) — южнокорейская актриса[497][498].
- Коломенский, Сергей Николаевич (71) — советский и российский хирург, врач Республиканской клинической больницы Татарстана, заслуженный врач России[499].
- Маллинсон, Джереми (83) — британский защитник природы и писатель, директор Парка дикой природы имени Даррелла[500].
- Морганти, Фауста Симона (76) — сан-маринский государственный деятель, капитан-регент Сан-Марино (2005)[501].
- Мур, Том (100) — британский ветеран Второй мировой войны, почётный полковник[502].
- Нуньес, Вера (92) — бразильская актриса[503].
- Осменья, Джон Генри (86) — филиппинский государственный деятель, президент Сената Филиппин (1996—2000)[504].
- Петракис, Гарри Марк (97) — американский писатель[505].
- Сарай, Анес Тулендиевич (82) — советский и казахстанский писатель, лауреат Государственной премии Казахстана (1992)[506].
- Фернандес, Хулио Архентино (Тино Фернандес) (75) — аргентинский бизнесмен[507].
- Хазиев, Галимзян Мухаметшинович (90) — советский нефтяник, мастер треста «Альметьевбурнефть», Герой Социалистического Труда (1971)[508].
- Хьюз-Фулфорд, Милли Элизабет (75) — американский астронавт и биохимик[509].
- Чобану, Митрофан (79) — молдавский математик, член Академии наук Молдовы (с 2000)[510].

## 1 февраля

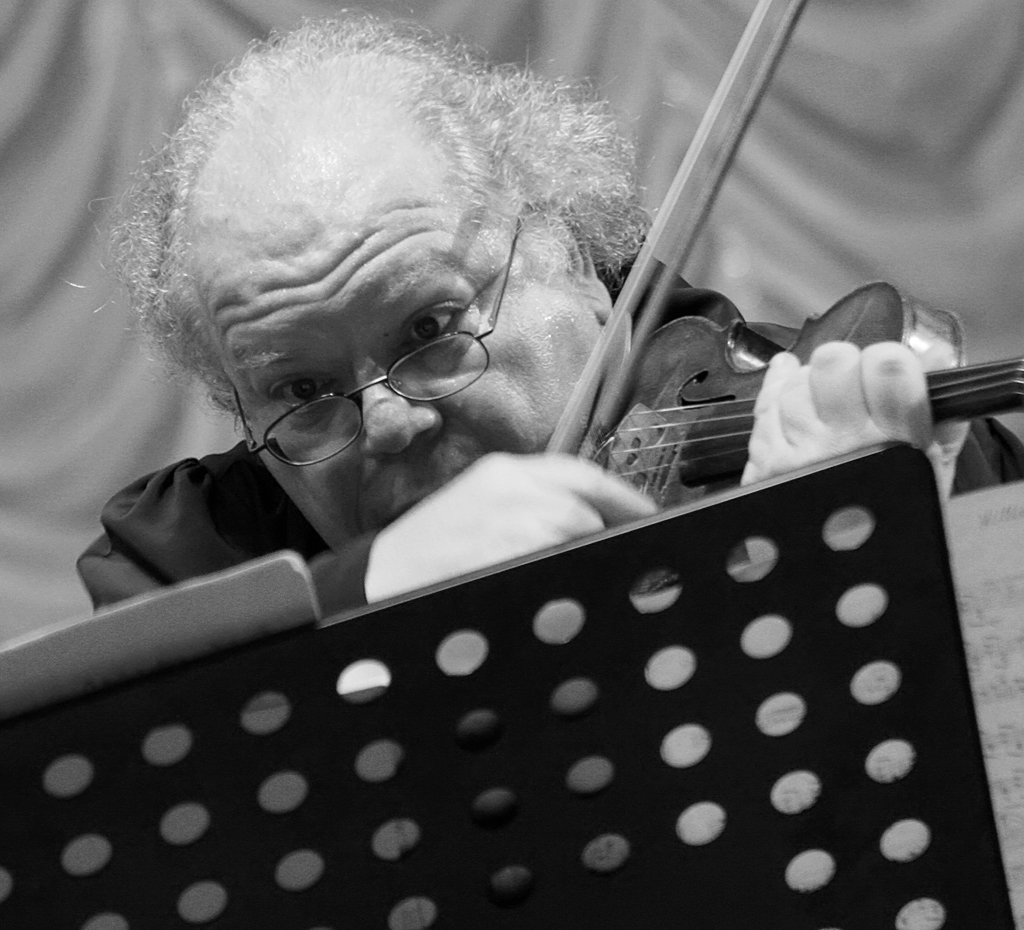
Ювал Вальдман

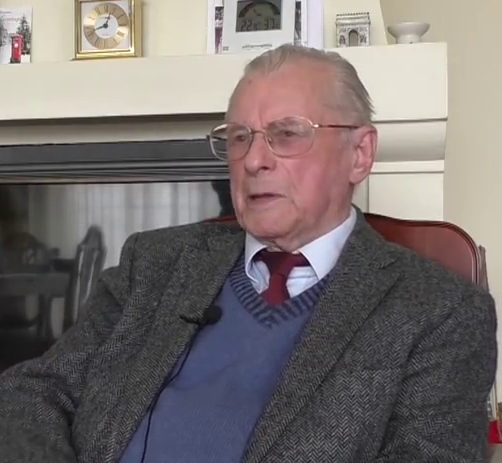
Ежи Гонсовский

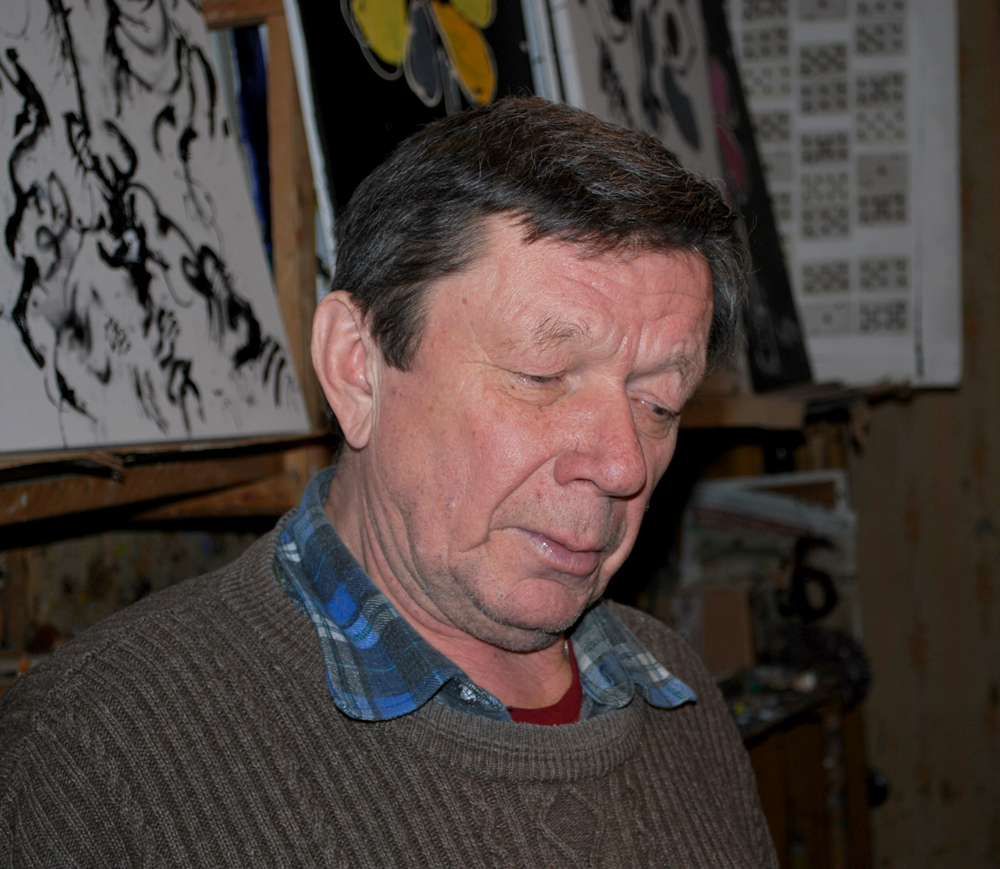
Виктор Казарин

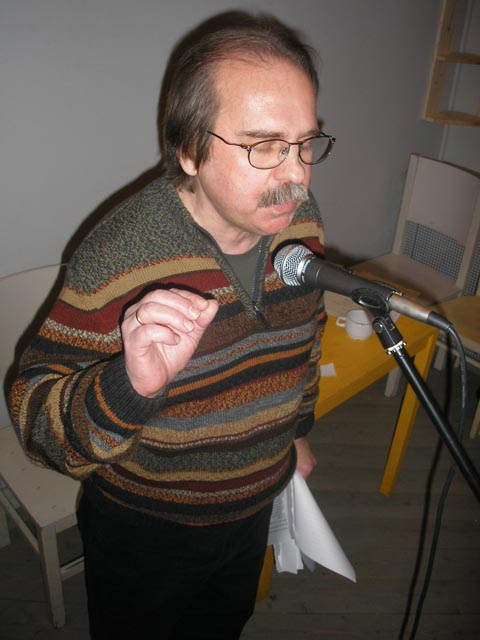
Виктор Коваль

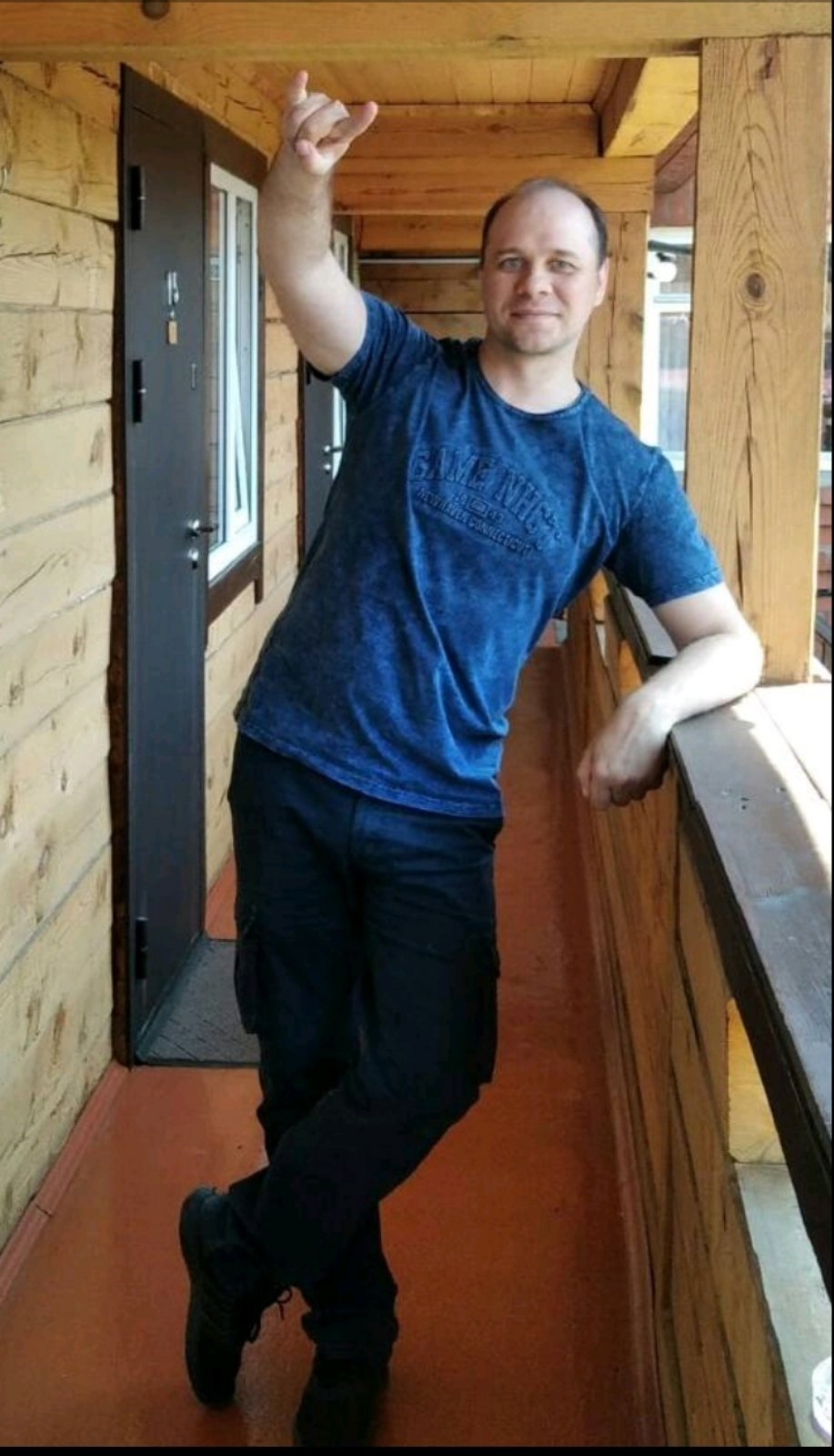
Иван Магазинников

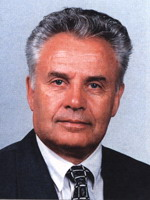
Александр Назарчук

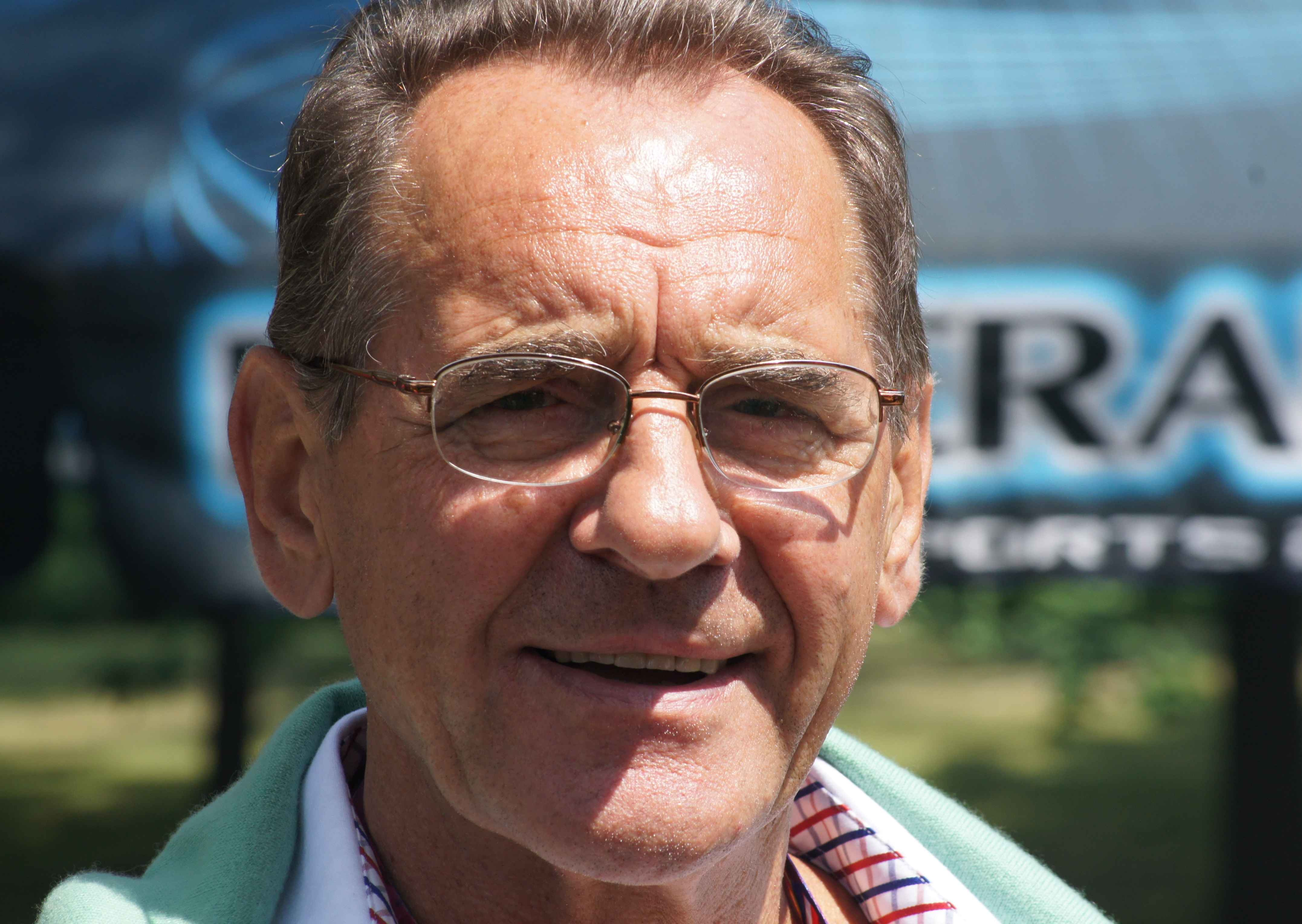
Рышард Шурковский

- Бородавко, Николай Васильевич (73) — советский и российский художник[511][512]..
- Абдулла, Сорайя (42) — индонезийская актриса[513].
- Бруни, Умберто (106) — канадский художник[514].
- Вальдман, Ювал (74) — израильско-американский скрипач и дирижёр[515].
- Гонсовский, Ежи (94) — польский археолог[516].
- Грицюс, Йонас Аугустинович (92) — советский и литовский кинооператор, лауреат Государственной премии СССР (1967)[517].
- Дэвис, Меррил Вин (72) —  валлийский мусульманский учёный, писательница и телеведущая[518].
- Деймонд, Дастин (45) — американский киноактёр[519].
- Дёвиген, Хьерсти (77) — норвежская актриса[520].
- Джоунс, Роберт С. (84) — американский сценарист, лауреат Премии «Оскар» за лучший оригинальный сценарий (1979)[521].
- Жосюа, Жан-Пьер (90) — французский писатель и теолог[522].
- Казарин, Виктор Семёнович (72) — советский и российский художник, основатель русского неоэкспрессионизма и постсупрематизма[511].
- Казик, Робо (73) — словацкий эстрадный певец[523].
- Коваль, Виктор Станиславович (73) — русский поэт, прозаик, художник, актёр кино[524].
- Крэйм-Роджерс, Нативидад (98) — филиппинская актриса[525].
- Магазинников, Иван Владимирович (40) — российский писатель, геймдизайнер, сценарист[526].
- Макода, Виталий Сергеевич (76) — советский и российский военно-морской деятель, доктор военных наук (1999), профессор (1999), начальник Научно-исследовательского навигационно-гидрографического института ВМФ (с 1989), контр-адмирал (1987)[527].
- Момох, Тони (81) — нигерийский журналист и государственный деятель, министр информации и культуры (1986—1990)[528].
- Москалёв, Юрий Власович (85) — советский и эстонский тренер по боксу[529].
- Назарчук, Александр Григорьевич (81) — российский государственный деятель, председатель Алтайского краевого Совета народных депутатов (1996—2008), министр сельского хозяйства Российской Федерации (1994—1996)[530].
- Нивас P. S. (75) — индийский кинооператор, режиссёр и продюсер[531].
- Ньячаэ, Симеон (88) — кенийский политический и государственный деятель, министр финансов Кении (1998—1999)[532].
- Павлюченков, Виктор Владимирович (57) — советский и российский киноактёр и каскадёр[533].
- Палладино, Джек (76) — американский частный детектив[534].
- Пауэлл, Рикки (59) — американский фотограф[535].
- Проскурня, Сергей Владиславович (63) — украинский театральный режиссёр[536].
- Рылова, Тамара Николаевна (89) — советская конькобежка, бронзовый призёр зимних Олимпийских игр в Скво-Вэлли (1960), заслуженный мастер спорта СССР (1959)[537]..
- Савинович, Джуро (70) — югославский и хорватский ватерполист и тренер, участник летних Олимпийских игр 1976 года в Монреале[538].
- Суини, Джон (86) — американский профсоюзный лидер, президент АФТ-КПП (1995—2009)[539].
- Тарсес, Джейми (56) — американский продюсер, президент American Broadcasting Company (1996—1999)[540].
- Тернер, Синтия (88) — мальтийская пианистка[541].
- Фрейрих, Эмиль (93) — американский онколог, пионер в применении химиотерапии при лечении раковых заболеваний[542].
- Хамиду, Джошуа (84—85) — ганский военный деятель и дипломат, начальник штаба обороны (1978—1979), посол в Замбии (1978) и Нигерии (2003—2005)[543].
- Хиндли, Питер (76) — английский футболист («Ноттингем Форест»)[544].
- Циклаури, Темур (75) — грузинский и советский актёр и певец, солист группы «Иверия»[545].
- Шебо, Юрай (77) — словацкий писатель[546].
- Шурковский, Рышард (75) — польский велогонщик, двукратный серебряный призёр Олимпийских игр: в Мюнхене (1972) и в Монреале (1976)[547].